# Alice in Chains
Alice in Chains – amerykański zespół muzyczny utworzony w 1987 w Seattle w stanie Waszyngton z inicjatywy gitarzysty i wokalisty Jerry’ego Cantrella i perkusisty Seana Kinneya. Przez współczesnych historyków i krytyków zaliczany do tzw. Wielkiej Czwórki z Seattle, obok Nirvany, Pearl Jam i Soundgarden.
Muzyka Alice in Chains jest mroczna i ciężka, lecz bardzo melodyjna. Odznacza się różnorodnością brzmienia, sprawiającą, że zespół trudno jest przypisać do konkretnego gatunku. Grupa powszechnie identyfikowana jest z nurtem grunge’owym, lecz czerpiąca wpływy z szeroko pojętej muzyki metalowej lat 70., która zawiera w sobie ciężkie riffy inspirowane twórczością Black Sabbath i melodyjnego hard rocka budzącego skojarzenia z dokonaniami Led Zeppelin, przeplatanego łagodniejszymi i utrzymanymi w stylistyce muzyki akustycznej kompozycjami. Rozpoznawalną cechą zespołu są rozbudowane aranżacyjnie utwory oraz charakterystyczny styl wokalny, dla którego typowe są zharmonizowane partie wokalne. Łączny nakład sprzedanych albumów wynosi ponad 25 milionów na całym świecie, w tym 14 na terenie Stanów Zjednoczonych. Wydawnictwa Jar of Flies (1994) i Alice in Chains (1995) osiągnęły najwyższą pozycję zestawienia Billboard 200. Jar of Flies był pierwszym w historii albumem wydanym w formacie EP, który uplasował się na szczycie listy przygotowywanej przez „Billboard”. Zespół uzyskał dziewięć nominacji do nagrody Grammy.
Z powodu śmierci wokalisty Layne’a Staleya w kwietniu 2002, grupa zawiesiła działalność. Reaktywacja nastąpiła w 2005, a od 2006 występuje z Williamem DuVallem.

## Historia

### Wczesny okres (1984–1989)
W 1984 uczniowie Shorewood High School Byron Hansen, James Bergstrom, Johnny Bacolas i Zoli Semanate utworzyli glammetalowy zespół Sleze, a jego wokalistą został uczeń Meadowdale High School Layne Staley. Skład wielokrotnie ulegał roszadom w ciągu dwóch lat działalności. W 1986 dołączył gitarzysta Nick Pollock, a zespół przekształcono w Alice N’ Chains. W trakcie półtorarocznej aktywności, muzycy zarejestrowali dwa albumy demo. W 1987 projekt rozwiązano. Staley zarządzał kompleksem sal prób o nazwie Music Bank, który mieścił się nieopodal mostu Ballad Bridge w Seattle. Składał się on z 60 pomieszczeń i był otwarty przez całą dobę. Pełnił lokalnie istotną funkcję, gdyż umożliwiał początkującym muzykom rozwój artystyczny.

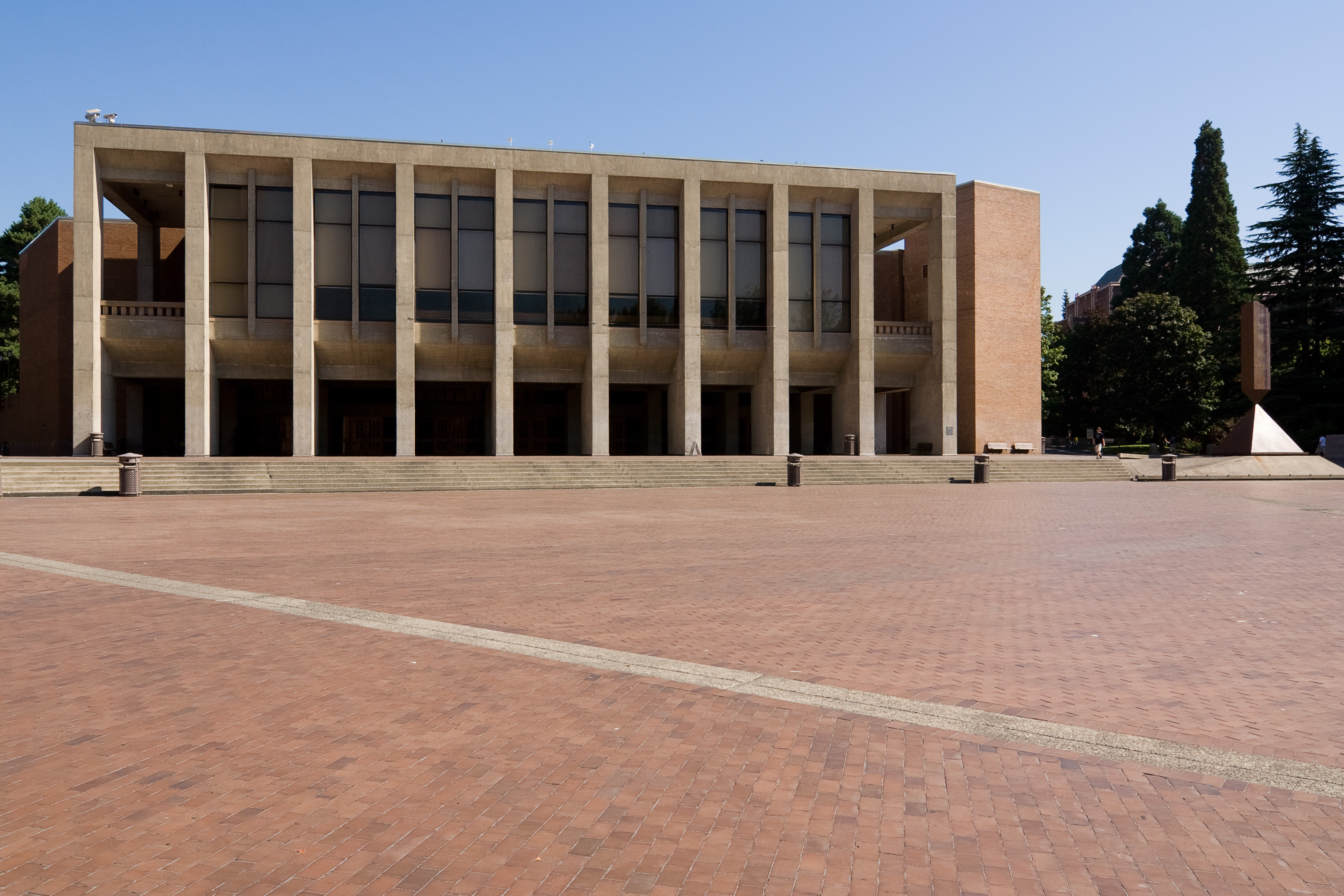
Kane Hall, miejsce pierwszego koncertu zespołu w styczniu 1988

W 1987 Pollock poznał ze sobą Staleya i gitarzystę Jerry’ego Cantrella, udzielającego się w założonym przez siebie rok wcześniej zespole Diamond Lie, którego trzon stanowili wokalista Scott Damon, basista Matt Muasau i perkusista Randy Nesbitt. Do składu dołączył Mike Starr, występujący w Gypsy Rose. Po obejrzeniu koncertu Alice N’ Chains w Tacoma Little Theater, Cantrell zwrócił się z propozycją objęcia funkcji wokalisty do Staleya, który w owym czasie wraz z Bergstromem i Dave’em Martinem udzielał się w efemerycznej grupie 40 Years of Hate, prezentującej muzykę z pogranicza funk i industrial. Wokalista zgodził się dołączyć do formacji muzyka pod warunkiem, że ten wystąpi w roli sidemana w jego zespole. Projekt w którym występował Staley, wkrótce uległ rozwiązaniu. Po odbyciu kilku przesłuchań, muzyk objął stanowisko wokalisty w zespole Cantrella i perkusisty Seana Kinneya. Początkowo muzycy używali różnych nazw, między innymi Mothra and Fuck i Diamond Lie. Pierwszy koncert odbył się 15 stycznia 1988 w Kane Hall na Uniwersytecie Waszyngtońskim. W składzie Staley (śpiew), Cantrell (gitara), Starr (gitara basowa), Kinney (perkusja), grupa z powodzeniem zaczęła grać w klubach położonych na północno-zachodnim wybrzeżu. Niejednokrotnie określana była przez lokalne media mianem „Kindergarden”, z uwagi na duże podobieństwo brzmieniowe i sceniczne do Soundgarden. Cantrell przyznał, że w początkowej fazie działalności Alice in Chains, Soundgarden był zespołem „bardzo inspirującym”.
W 1988 w Issaquah zespół zarejestrował materiał demo The Treehouse Tapes składający się z ośmiu kompozycji, w tym z coveru Davida Bowiego – „Suffragette City”. Proces został sfinansowany przez Cantrella. W tym samym roku promotor nagrań Randy Hauser i Ken Deans umożliwili grupie nagranie profesjonalnego dema dla wytwórni płytowych. Sesja miała odbyć się w Music Bank, lecz została odwołana po tym, jak policja zamknęła budynek w związku z handlem marihuaną. Za namową Hausera i Deansa doszło do zmiany nazwy zespołu z Diamond Lie na Alice in Chains. Pierwszy koncert pod nową nazwą muzycy zagrali 25 lipca 1988.
Od kwietnia do czerwca 1989, przy współpracy Ricka Parashara, członkowie zespołu pracowali w London Bridge Studio nad kolejnym demem, którego proces sfinansował Hauser. Nagrany materiał Deans przekazał menedżerom Kelly Curtis i Susan Silver, kierujących ówcześnie Soundgarden, proponując funkcję zarządzania zespołem. Materiał trafił do wytwórni Columbia. Nick Terzo: „Wielu myślało, że wybrałem najgorzej z całego grona, ale dla mnie byli niczym nieoszlifowany diament”. Po ośmiomiesięcznych negocjacjach, 11 września muzycy podpisali kontrakt z wytwórnią. Sprawami zarządzania zajęły się Curtis i Silver. W lipcu 1989 Don Kaye scharakteryzował brzmienie zespołu na łamach „Kerrang!” jako „mroczny, bluesowy rock z ostrymi jak igła i potwornymi riffami, z których Metallica byłaby dumna. Emocjonalne wokale, funkowy, brudny groove i całkowicie oryginalny, ale ostry dźwięk, gwarantują wielkie rzeczy”.

### Facelift(1990–1991)
Od grudnia 1989 do kwietnia 1990 muzycy odbyli w London Bridge Studio i Capitol Recording Studio w Hollywood sesję nagraniową debiutanckiego albumu studyjnego. Procesem produkcji zajął się Dave Jerden. Na przełomie lutego i marca wystąpili w roli supportu przed Extreme w ramach Pornograffiti Tour. W lipcu wytwórnia opublikowała w limitowanym nakładzie minialbum We Die Young. Był on rozsyłany w formie darmowej do najbliższych sklepów muzycznych, których właściciele otrzymywali zysk ze sprzedaży. Miało to na celu promowanie zbliżającego się albumu, jak i samego zespołu.

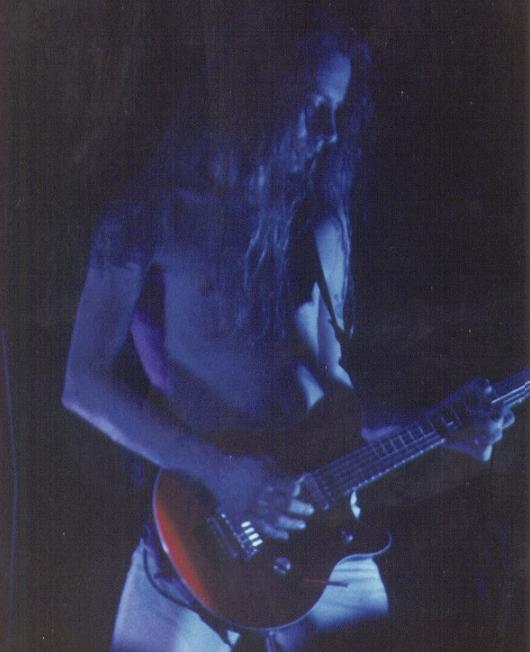
Styl gry Cantrella w okresie Facelift nawiązywał do klasycznego metalu i bluesa spod znaku Black Sabbath

Premiera Facelift odbyła się 21 sierpnia. Steve Huey z AllMusic napisał, że „jest to jedna z najważniejszych płyt w gatunku grunge’u i rocka alternatywnego, łącząca przy tym fanów hard rocka i heavy metalu” . W opinii Kyle’a Andersona album był „głośną, brutalną, wyciskającą godziną rocka, pochłoniętą metalem, opartą na bluesie spod znaku Black Sabbath, Deep Purple i Motörhead”.
Od listopada do grudnia zespół odbył trasę po Ameryce Północnej, pełniąc rolę supportu przed Iggy Popem w ramach Brick By Brick Tour. 22 grudnia muzycy wystąpili przed półtoratysięcznym audytorium zgromadzonym w Moore Theatre, ze specjalnie przygotowanym i wyprzedanym koncertem. Materiał w reżyserii Josha Tafta wydano 30 lipca 1991 na kasecie Live Facelift. Podczas lutowych koncertów zespół zaprosił Pearl Jam do otwierania swoich występów. Eddie Vedder, odnosząc się do nich, przyznał, że „interesującym było oglądać zespół, który potrafi zmieniać nastroje ludzi”. W pierwszym półroczu od premiery, Facelift sprzedał się w ilości 40 tys. kopii. W styczniu 1991 został wydany singel „Man in the Box”, który dotarł do 18. pozycji Mainstream Rock Songs. Napisana przez Staleya kompozycja poruszała tematykę cenzury rządowej. Teledysk wyreżyserowany przez Paula Rachmana regularnie emitowany był w stacji muzycznej MTV, gdzie utrzymywał się na liście przez szesnaście tygodni. Po tych wydarzeniach album w ciągu następnych sześciu tygodni uzyskał nakład sprzedaży na poziomie 400 tys. egzemplarzy. Kontynuując trasę, zespół wyruszył wspólnie z The Almighty i Megadeth w tournée Oxidation of the Nations Tour, zainaugurowane występem w londyńskim Marquee Club 8 marca, a zakończone w Point Theatre w Dublinie 1 kwietnia. Od maja do lipca grupa występowała w roli supportu przed zespołami Anthrax, Megadeth i Slayer, w ramach amerykańskiej edycji tournée Clash of the Titans. 5 czerwca, w trakcie występu w Red Rocks Amphitheatre, zespół został obrzucony butelkami przez fanów grupy Slayer. Jedna z nich trafiła w zestaw perkusyjny Kinneya. Staley, poirytowany zachowaniem zgromadzonej publiczności, przeskoczył barierki i zaczął odrzucać w stronę tłumu różne przedmioty znalezione na scenie. Po chwili do wokalisty dołączyła reszta muzyków. Mimo tych incydentów, grupa zyskała sobie sympatię fanów muzyki metalowej podczas trasy.
6 lipca Facelift uplasował się na 42. pozycji Billboard 200, stając się pierwszym albumem wywodzącym się z nurtu grunge’owego, który dotarł do pierwszej 50. zestawienia tygodnika „Billboard”. Od sierpnia do stycznia 1992 muzycy występowali jako support dla Van Halen w ramach For Unlawful Carnal Knowledge Tour. Na początku września Facelift uzyskał od Recording Industry Association of America (RIAA) certyfikat złotej płyty. „Pierwotnie zakładaliśmy, że album mógłby sprzedać się w nakładzie 100 tys. kopii. To był nasz cel. Potem pomyśleliśmy, że wynik na poziomie 200 tys. byłby już bardzo dużym osiągnięciem” – wspominał Staley.
Album promowany był dodatkowo singlem „Sea of Sorrow”, który odnotował 27. pozycję Mainstream Rock Songs. Dzięki intensywnym trasom koncertowym, w ramach których zespół wystąpił ponad 200-krotnie, grupa zaczęła zyskiwać uwagę mediów głównego nurtu w Stanach Zjednoczonych oraz spotykać się z coraz bardziej pozytywnym przyjęciem. Fani dzwonili do rozgłośni radiowej KISW w Seattle, domagając się emisji utworów zespołu.

### Sap(1991–1992)

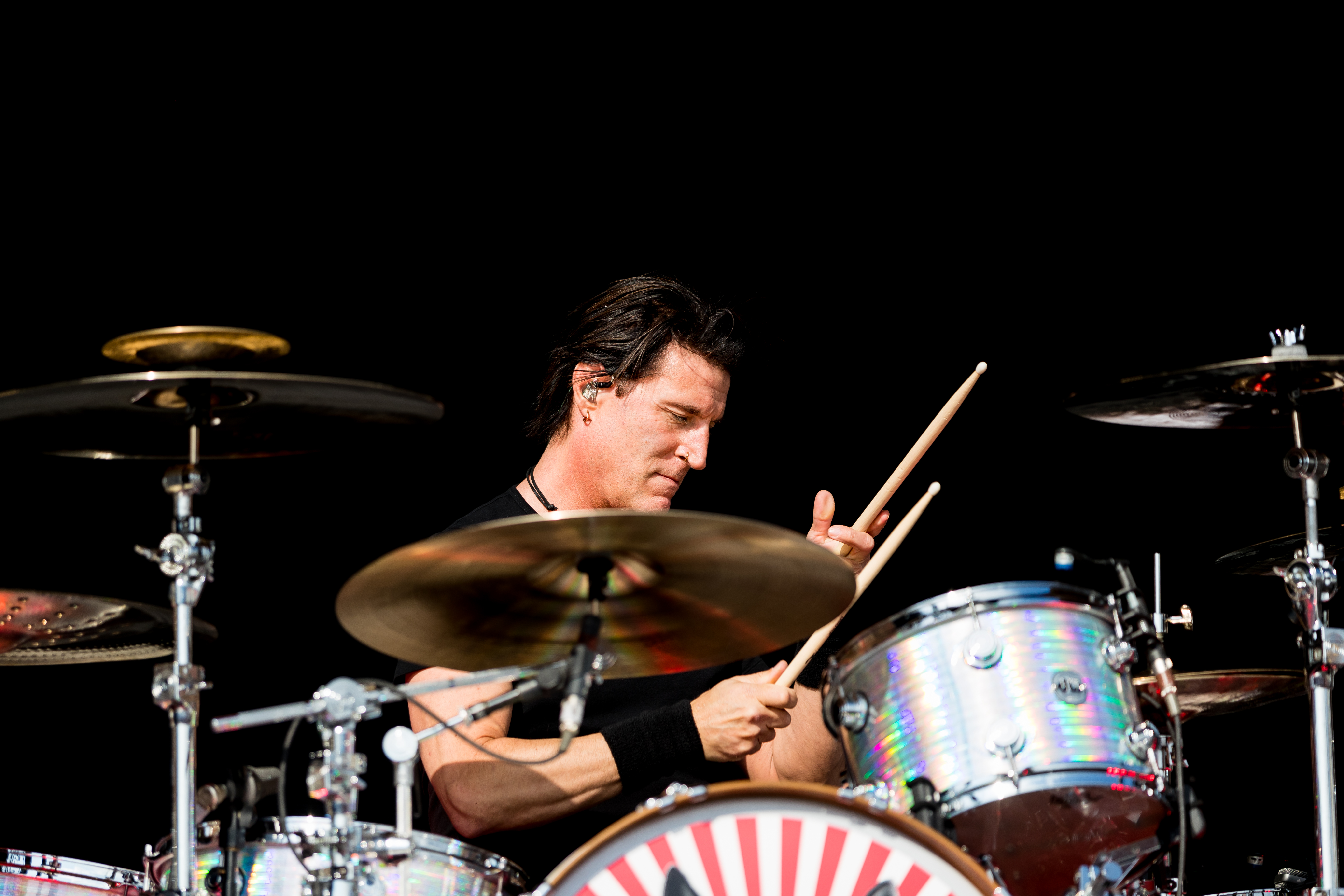
Sean Kinney (czerwiec 2019)

W trakcie trwania For Unlawful Carnal Knowledge Tour muzycy rozpoczęli prace nad nagrywaniem materiału na drugi album studyjny. Demo wypełniło dziesięć kompozycji, spośród których kilka po przebytej selekcji postanowiono nagrać ponownie. Sesja rozpoczęła się pod koniec listopada 1991 w London Bridge Studio, przy współpracy Ricka Parashara. Zarejestrowane zostały cztery utwory utrzymane w stylistyce muzyki akustycznej. Cantrell w rozmowie z „Guitar World” przyznał, że zmiana charakteru brzmienia była zamierzonym zabiegiem. Minialbum Sap został opublikowany 4 lutego 1992, początkowo jedynie w Stanach Zjednoczonych. Powodem jego nagrania i nazwy był sen, jaki miał Sean Kinney. Muzykowi przyśniło się, że zespół nagrał kilka utworów i zamieścił je na akustycznym minialbumie. Następnego dnia perkusista opowiedział o tym pomyśle kolegom z zespołu i materiał został nagrany w ciągu niespełna tygodnia. Trzy z czterech kompozycji pochodziły ze starszych sesji nagraniowych. Na płycie gościnnie wystąpili: wokalistka Heart, Ann Wilson, Chris Cornell i frontman Mudhoney, Mark Arm. W trakcie nagrań zrodziła się supergrupa Alice Mudgarden, w skład której weszli wszyscy członkowie Alice in Chains, Arm i Cornell. Nazwę zaczerpnięto z kontaminacji Alice in Chains, Mudhoney i Soundgarden. Muzycy nagrali utwór „Right Turn”.
W 1992 członkowie zespołu pojawili się w charakterze gościnnym w filmie obyczajowym Samotnicy (reż. Cameron Crowe), występując w scenie podczas koncertu w klubie. Do promocji przyczynił się utwór „Would?”, który trafił na ścieżkę dźwiękową. 25 lutego, podczas 34. gali wręczenia nagród Grammy w Radio City Music Hall w Nowym Jorku, „Man in the Box” został wyróżniony nominacją w kategorii Best Hard Rock Performance with Vocal.

### Dirt(1992–1993)

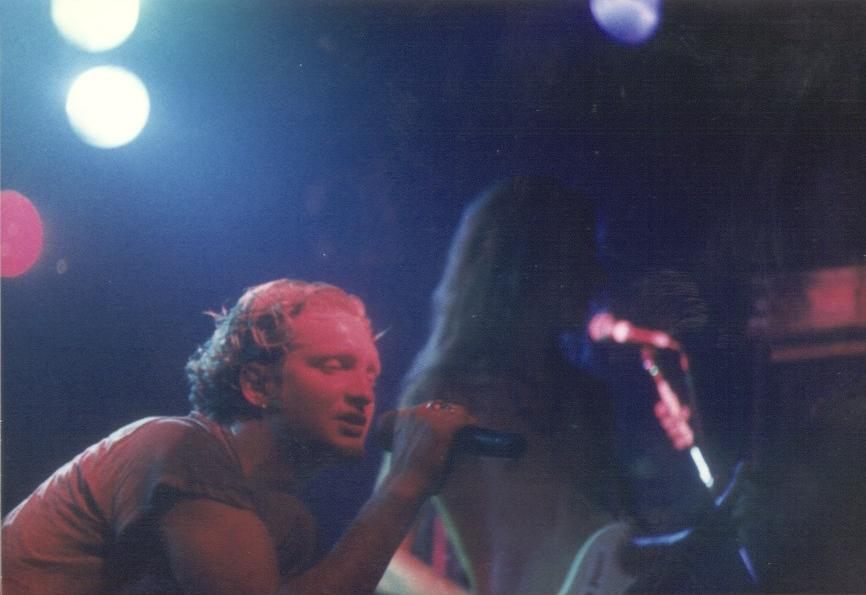
Staley i Cantrell w Bostonie (1992)

Od kwietnia do lipca 1992, przy ponownej współpracy z Jerdenem, muzycy odbyli w Eldorado Recording Studios i One on One Studios w Los Angeles sesję nagraniową drugiego albumu studyjnego. Nowe kompozycje zostały w większości napisane w przerwach pomiędzy trasami koncertowymi. Zespół przebywał w jednej z dzielnic miasta – Oakwoods – kiedy na ulicach wybuchły zamieszki wywołane uniewinnieniem czterech policjantów, oskarżonych o pobicie czarnoskórego taksówkarza Rodneya Kinga. „Byliśmy właśnie w Studio City to Venice, kiedy wybuchły zamieszki. Zadzwoniliśmy do Toma Arayi ze Slayera i udaliśmy się do niego, aby przeczekać ten gorący okres. Nigdy tego nie zapomnę” – relacjonował Cantrell. Premierę albumu poprzedziło wydanie dwóch singli – „Would?” i „Them Bones”, które zostały odnotowane na Mainstream Rock Songs, i uplasowały się w Top 30. w Wielkiej Brytanii. 10 września zespół wystąpił obok Pearl Jam na uroczystości promującej film Samotnicy w Park Plaza Hotel.
15 września muzycy zainaugurowali pierwszy etap tournée promującego album, występując jako gość specjalny na trasie No More Tours Ozzy’ego Osbourne’a. Przed koncertem w Oklahoma City 25 września, Staley złamał nogę podczas jazdy quadem, i na scenie zmuszony był do występowania o kulach oraz na wózku inwalidzkim. 29 września nakładem Columbia ukazał się drugi album studyjny Alice in Chains – Dirt, który został uznany za magnum opus, największe osiągnięcie artystyczne zespołu. W celu dalszej promocji, opublikowano single „Angry Chair”, „Rooster” i „Down in a Hole”, które uplasowały się na czołowych lokatach Mainstream Rock Songs. Teledysk do utworu „Rooster”, mającego charakter osobistych postrzegań wojny wietnamskiej, z uwagi na zbyt dużą brutalność, emitowany był w MTV w ocenzurowanej wersji, co spotkało się ze sprzeciwem Cantrella.

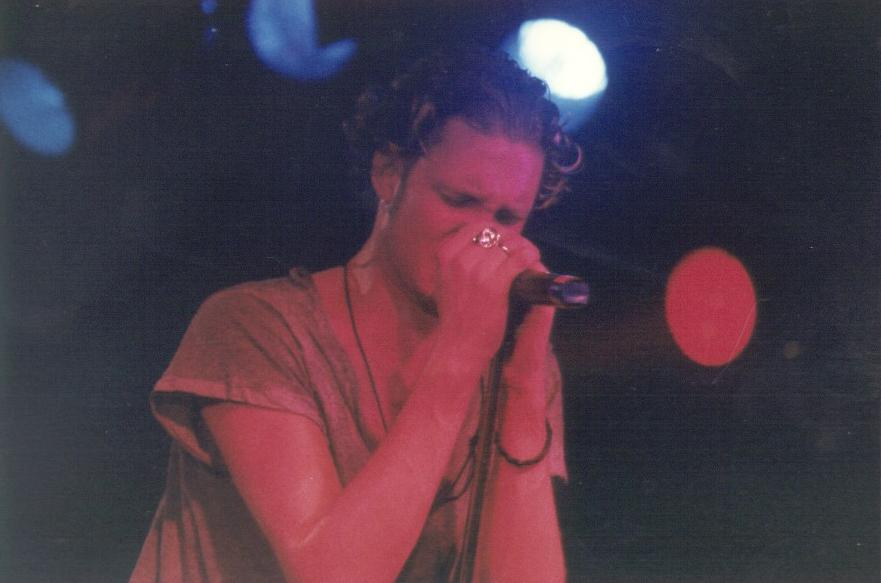
Staley w tekstach na Dirt poruszył tematykę walki z uzależnieniem

Steve Huey z AllMusic stwierdził, że album to „arcydzieło”. Odnosząc się do motywu przewodniego płyty napisał: „Album ze względu na ukazane uzależnienie stanowi jedno z najbardziej wstrząsających koncepcyjnych wydawnictw w historii. Nie wszystkie utwory zawarte na albumie opowiadają o heroinie. Teksty pisane przez Cantrella, mimo że skupiają się na relacjach osobistych, to jednak zachowują spójność tematyczną. Prawie każdy utwór nasycony jest samoobrzydzeniem i rezygnacją. To czyni, że świadomość jest jeszcze bardziej bezsilna” . Chris Gill z miesięcznika „Guitar World” opisał album słowami: „Cudownie mroczny, brutalny, ale szczery”. Mike Boehm z dziennika „Los Angeles Times” przyznał, że „najnowszy album zespołu, Dirt, szura po dnie z litanią skarg śpiewanych z głębokiej otchłani rozpaczy, wstrętu do samego siebie i niekończącej się niedoli”. Wiele spekulacji wywołała oprawa graficzna autorstwa Mary Maurer i Rocky’ego Schencka. W sesji wystąpiła 21-letnia aktorka i modelka Mariah O’Brien. W wywiadzie dla czasopisma „Hit Parader” Mike Starr stwierdził, że album w porównaniu do poprzedniego jest „cięższy i bardziej obłąkany”. 17 października Dirt zadebiutował na 6. pozycji Billboard 200, pozostając w zestawieniu przez 102 tygodnie. Z początkiem grudnia uzyskał certyfikat platyny w Stanach Zjednoczonych.

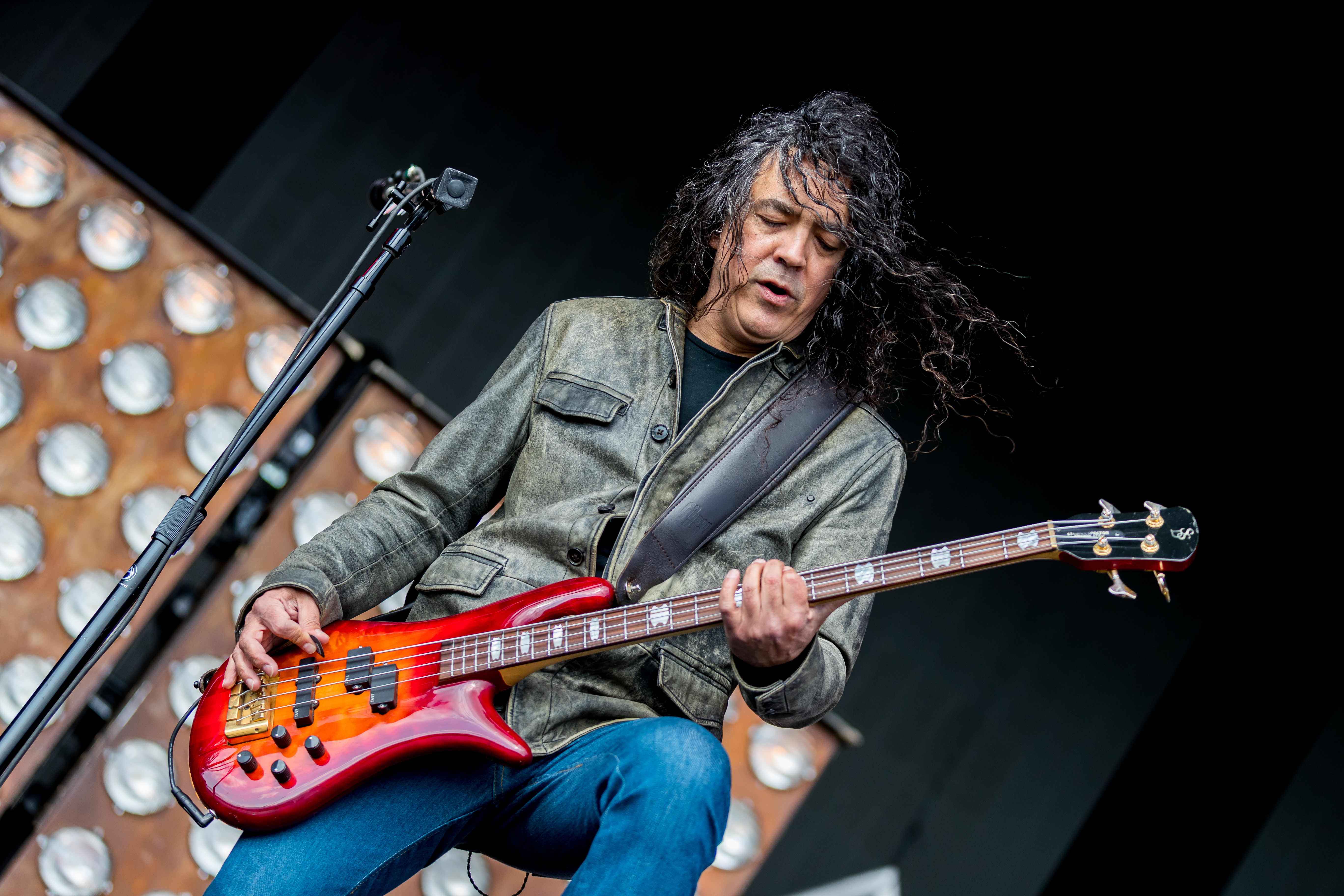
Mike Inez dołączył do zespołu w styczniu 1993, zastępując Starra

15 stycznia 1993 zespół wystąpił na Estádio do Morumbi w São Paulo, podczas pierwszego dnia festiwalu Hollywood Rock, grając dla ponad 100 tys. publiczności. Kontynuując udział, tydzień później grupa zagrała obok Red Hot Chili Peppers na placu Praça da Apoteose w Rio de Janeiro. Po zakończeniu koncertu, zmagający się z uzależnieniem od heroiny Mike Starr, o mało nie doprowadził do przedawkowania, tracąc przytomność na kilka minut. Natychmiastową reakcją wykazał się Staley, który widząc poważne zagrożenie życia, cucił kolegę zimnym prysznicem w pokoju hotelowym. Po tym incydencie doszło do zmiany personalnej. W miejsce Starra został przyjęty Mike Inez, współpracujący z Osbourne’em.
Muzycy przylecieli wcześniej do Europy, gdzie odbywali pierwsze próby z Inezem w londyńskiej dzielnicy Finchley. 30 stycznia występem w Camden Underworld zespół zainicjował europejskie tournée, obejmujące koncerty m.in. na terenie Francji, Niemiec, Skandynawii, Szwajcarii, Wielkiej Brytanii, Włoch. Rolę supportu pełnili Screaming Trees i The Wildhearts. 8 lutego, w trakcie występu w klubie Cirkus w Sztokholmie, Staley uderzył w twarz jednego z uczestników koncertu, który wykonywał nazistowskie gesty. 24 lutego, podczas 35. gali wręczenia nagród Grammy w Shrine Auditorium, Dirt został wyróżniony nominacją w kategorii Best Hard Rock Performance.
W kwietniu muzycy zarejestrowali w Bad Animals Studio dwa utwory – „What the Hell Have I” i „A Little Bitter”, które zostały wykorzystane na ścieżce dźwiękowej do filmu Bohater ostatniej akcji (1993, reż. John McTiernan). Od czerwca do sierpnia grupa występowała na trasie festiwalu muzyki alternatywnej Lollapalooza, grając na głównej scenie obok takich wykonawców jak Babes in Toyland, Primus, Rage Against the Machine i Tool.

### Jar of Flies(1993–1994)
Na początku września muzycy, przy współpracy Toby’ego Wrighta, wynajęli studio London Bridge na dziesięć dni. Wright przyznał, że w momencie rozpoczęcia sesji, grupa nie miała przygotowanego żadnego materiału. Proces rejestracji trwał tydzień. W połowie września został wznowiony amerykański etap trasy, którego kontynuację stanowiły występy w Europie, przy wsparciu formacji Clawfinger i The Wildhearts. Pod koniec października zespół po raz pierwszy koncertował w Japonii i Australii. Występy Amerykanów na kontynencie australijskim poprzedzali Suicidal Tendencies i The Poor. 7 stycznia 1994 grupa zagrała ostatni występ przed zawieszeniem działalności koncertowej. Miał on miejsce w Hollywood Palladium, podczas benefisu Johna Norwooda Fishera z Fishbone. Członkowie zespołu zagrali 20-minutowy akustyczny występ. Część zgromadzonej publiczności nie była zadowolona z faktu lżejszej formy, przez co wygwizdała muzyków. Cantrell: „Zrobiliśmy krótki występ, dając szansę zagrania numerów z minialbumu Sap. Niektórzy fani byli zirytowani, bo nie zagraliśmy nic cięższego”.

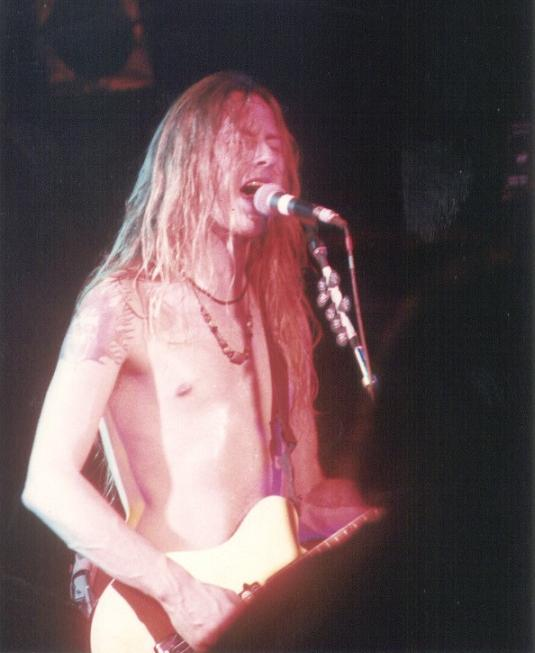
Jerry Cantrell, 27 listopada 1992

25 stycznia wytwórnia opublikowała trzeci minialbum w dyskografii zespołu. Pierwotnie nieprzeznaczony do wydania Jar of Flies, w pierwszym tygodniu od premiery uzyskał nakład sprzedaży sięgający 141 tys. egzemplarzy, dzięki czemu 12 lutego zadebiutował na szczycie Billboard 200, przechodząc tym samym do historii jako pierwszy album wydany w formacie EP, który tego dokonał. Poza Stanami Zjednoczonymi, minialbum dotarł do 1. pozycji na terenie Nowej Zelandii, 2. w Australii, 3. w Finlandii i 5. w Danii. Steve Huey z AllMusic podkreślił, że „album ten to połączenie bólu z perfekcją” . Tom Sinclair z „Entertainment Weekly” podsumował cały materiał: „Jeśli przełomowy album Alice in Chains, Dirt, uchwycił rozpacz mężczyzn tarzających się w duchowym szambie, to Jar of Flies brzmi jak opis tych samych facetów ze zwisającymi nogami w mętnej wodzie”. Jon Pareles z dziennika „The New York Times” napisał: „Nagrodzona samotność o chropowatym indywidualizmie”. Minialbum promowany był przez dwa single – „No Excuses” i „I Stay Away”. Pierwszy z nich 26 marca osiągnął najwyższą lokatę Mainstream Rock Songs – stając się pierwszym singlem grupy, który uplasował się na szczycie notowania opracowywanego przez „Billboard”.
Po wydaniu Jar of Flies Staley udał się na leczenie odwykowe do Hazelton Clinic w Minnesocie, spowodowane uzależnieniem od heroiny. W lipcu zespół planował ruszyć wraz z Danzig, Fight i Suicidal Tendencies w trasę Shit Hits the Sheds Tour, występując jako support przed zespołem Metallica, oraz zagrać w sierpniu na festiwalu w Woodstock, lecz kiedy Staley przyszedł na jedną z prób będąc pod wpływem narkotyków, Kinney odmówił dalszej chęci grania z wokalistą. Cantrell: „Byliśmy jak cztery rośliny, próbujące rosnąć w tej samej doniczce”. 15 lipca, na jeden dzień przed rozpoczęciem wspólnego tournée, zespół wycofał swój udział, będąc zastąpionym przez Candlebox. Kinney: „Nie byliśmy wtedy ze sobą szczerzy. Gdybyśmy dalej to ciągnęli, byłoby spore prawdopodobieństwo, że pożarlibyśmy się na trasie, a zdecydowanie nie chcieliśmy, by coś takiego wydarzyło się publicznie”.
Muzycy postanowili zrobić sobie przerwę i rozstać się na pewien czas, aby odpocząć od intensywnych tras koncertowych i rosnących wewnętrznych konfliktów. Menedżerka Susan Silver wystosowała oświadczenie, w którym przeprosiła fanów i poinformowała, że członkowie zespołu potrzebują czasu na uporanie się ze swoimi problemami. W listopadzie utwór „Got Me Wrong” został wydany w formacie singla promocyjnego, na potrzeby filmu niskobudżetowego Clerks – Sprzedawcy (1994, reż. Kevin Smith). Dotarł on do 7. pozycji Mainstream Rock Songs oraz trafił na ścieżkę dźwiękową.
W drugiej połowie 1994 Staley dołączył do supergrupy Mad Season, której skład stanowili perkusista Screaming Trees, Barrett Martin, basista John Baker Saunders i gitarzysta Pearl Jam, Mike McCready. Grupa wydała album studyjny Above (1994), gdzie Staley został głównym autorem tekstów i projektantem oprawy graficznej. Zespół odbył trasę składającą się z siedmiu występów oraz opublikował album koncertowy Live at The Moore (1995). Inez dołączył w 1994 do supergrupy Slash’s Snakepit, z którą nagrał debiutancką płytę It’s Five O’Clock Somewhere (1995).

### Alice in Chains(1995–1996)
1 marca 1995, podczas 37. gali wręczenia nagród Grammy, „I Stay Away”, pochodzący z minialbumu Jar of Flies, uzyskał nominację w kategorii Best Hard Rock Performance. Wiosną do składu powrócił Staley, który przyznał, że „wszyscy czuliśmy się rozbici i mieliśmy poczucie jakbyśmy się nawzajem zdradzili”. Prace nad trzecim albumem studyjnym trwały od kwietnia do sierpnia w Bad Animals Studio. Procesem produkcji zajął się Toby Wright. 6 października udostępniono dla rozgłośni radiowych kompozycję „Grind”, która stała się singlem promującym album. Utwór dotarł m.in. do 7. pozycji Mainstream Rock Songs i 23. w Wielkiej Brytanii.

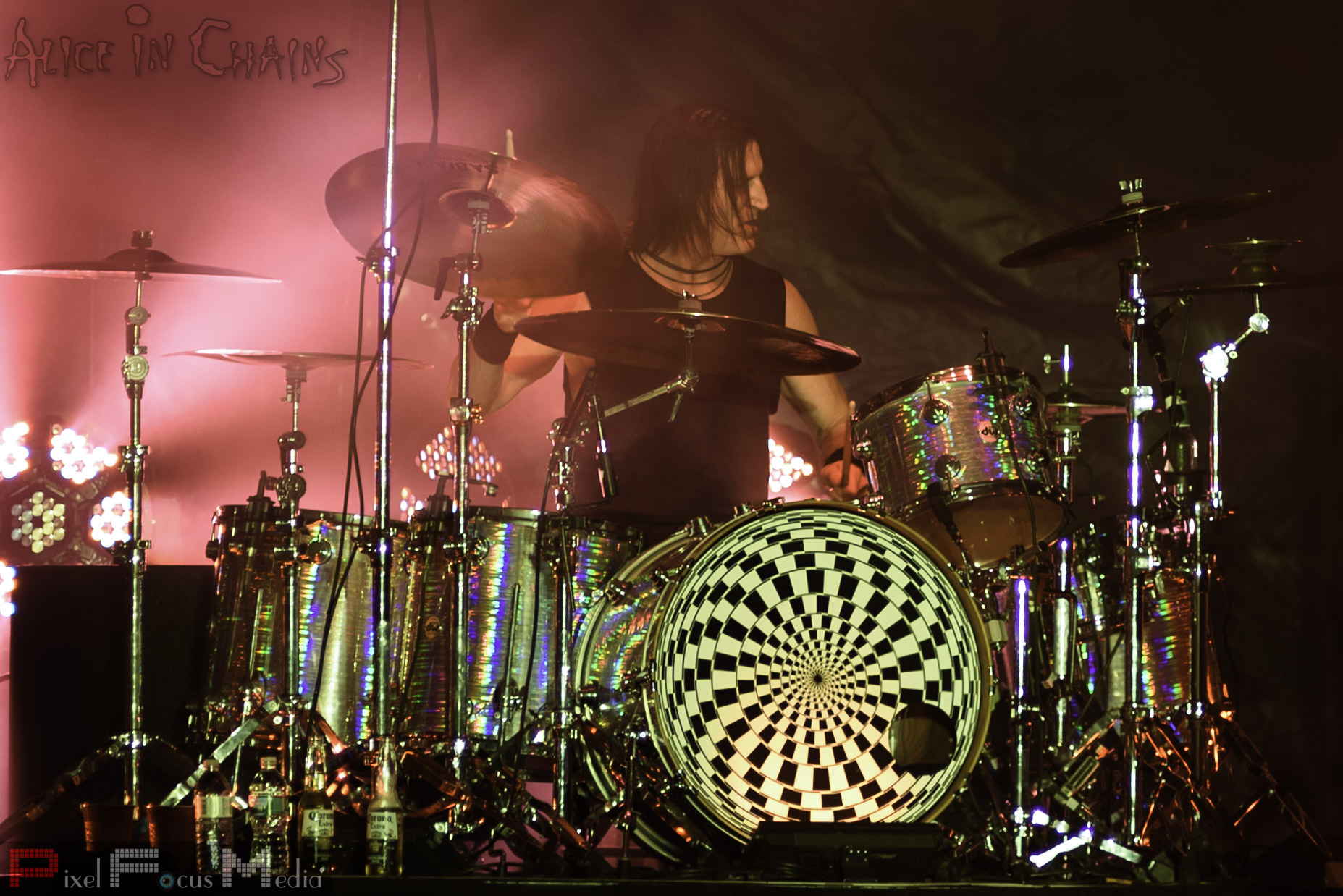
Sean Kinney był głównym pomysłodawcą nazwy Tripod

7 listopada wytwórnia wydała trzeci album studyjny – Alice in Chains, znany również pod nazwą Tripod. Mike Inez stwierdził w jednym z wywiadów, że „był to bardzo mroczny i smutny okres (…) To była zdecydowanie jedna z najtrudniejszych sesji nagraniowych w jakiej brałem udział”. W trakcie prac zespół nie spieszył się z zakończeniem, chcąc, aby materiał był dokładnie taki jak zaplanowano. Album w pierwszym tygodniu od premiery uzyskał sprzedaż na poziomie 189 tys. egzemplarzy, dzięki czemu 25 listopada uplasował się na szczycie Billboard 200. Promowany był przez trzy single – „Grind”, „Heaven Beside You” i „Again”. Drugi z nich osiągnął pozycję 3. na Mainstream Rock Songs oraz odnotował 35. lokatę w Wielkiej Brytanii. „Again” dotarł do pozycji 8. w Stanach Zjednoczonych. Steve Huey z AllMusic określił album „najbardziej dojrzałym w dorobku zespołu”. Odnosząc się do warstwy lirycznej podkreślił, że „tematy takie jak cierpienie, samotność, rozczarowanie czy rozpacz, zostały przedstawione w jeszcze bardziej przygnębiający sposób niż miało to miejsce wcześniej” . Jon Wiederhorn z „Rolling Stone’a” opisał płytę jako „odrodzenie musicalu” oraz nazwał ją „wyzwalającą i pouczającą”, a utwory określił jako „zaskakujące i zdumiewające”. Jon Pareles z „The New York Timesa” zaznaczył, że „w przeciwieństwie do surowych zakłóceń charakterystycznych dla muzyki grunge’owej, album prezentuje wytyczone staranne warstwy”.
Mimo pochlebnych recenzji, zespół ponownie nie zdecydował się na trasę koncertową, co spowodowane było uzależnieniem Staleya od heroiny. 12 grudnia ukazał się mockument The Nona Tapes w reżyserii Schencka, przedstawiający losy dziennikarki Nony Weisbaum (granej przez Cantrella), która przemieszcza się ulicami miasta w celu poszukiwania „gwiazd rocka”. 28 lutego 1996 „Grind” otrzymał nominację do nagrody Grammy w kategorii Best Hard Rock Performance.

### Unplugged(1996)

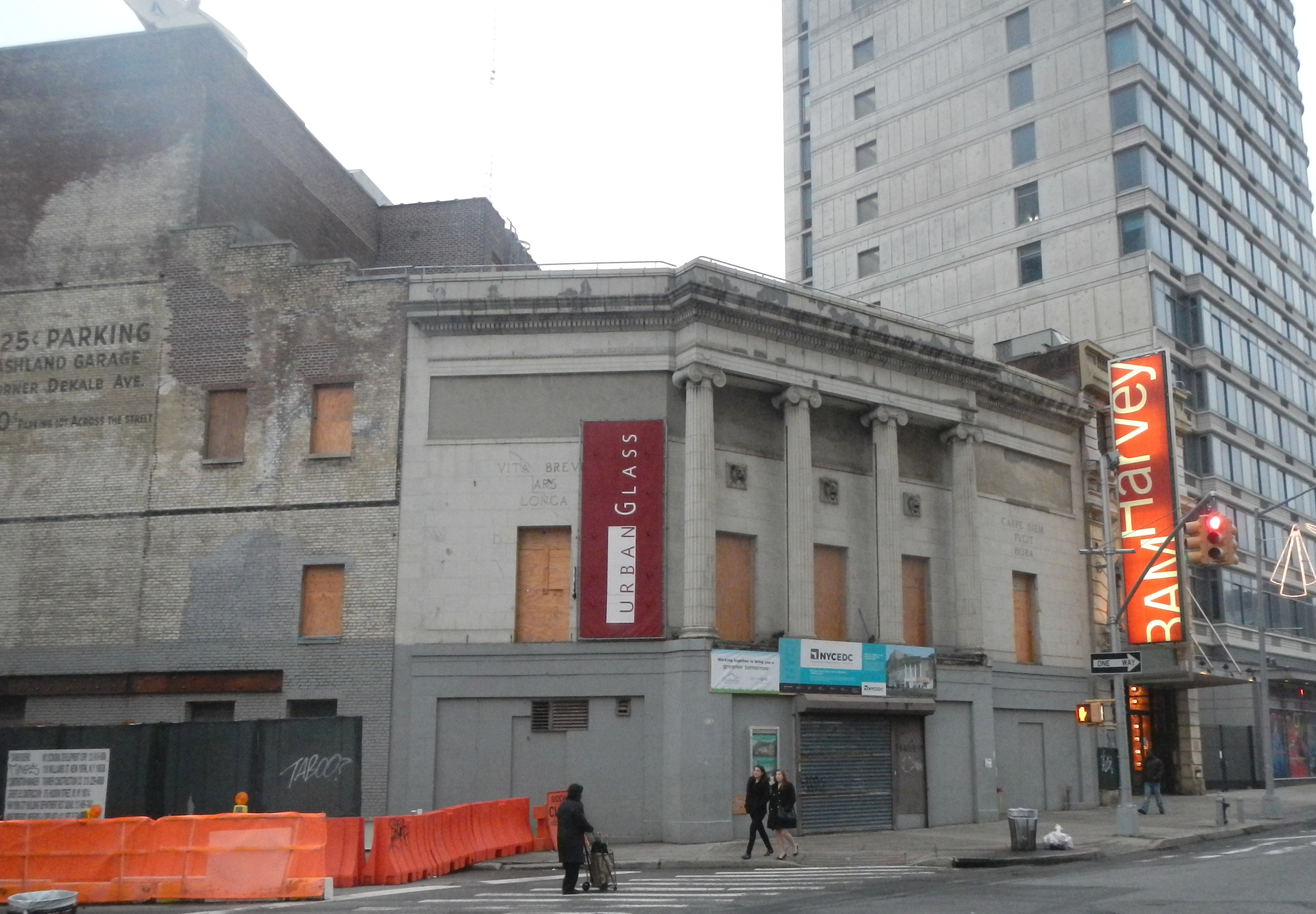
Majestic Theatre – miejsce, w którym zarejestrowano Unplugged

10 kwietnia muzycy zagrali pierwszy występ od 7 stycznia 1994. Odbył się on w ramach serii cyklu koncertów MTV Unplugged w historycznym Majestic Theatre w Brooklyn Academy of Music w Nowym Jorku. Na koncercie obecnych było 400 fanów, w tym członkowie Metalliki i prezes Columbia Records, Don Ienner. Inez: „Myślę, że ludzie mogli od nas oczekiwać MTV Unplugged. Tak się już bowiem przyjęło, że po płycie elektrycznej nagrywamy akustyczną”. Zespół zaprezentował materiał składający się ze specjalnie przygotowanych i zaaranżowanych utworów. Premierowo została wykonana kompozycja „Killer is Me”, którą Cantrell napisał podczas jednej z prób poprzedzających koncert. Na występie zespół wspomagany był przez gitarzystę i inżyniera dźwięku Scotta Olsona, który stworzył z Cantrellem podwójny line-up. Produkcją zajął się Alex Coletti. Zapis występu ukazał się na płycie Unplugged, której premiera odbyła się 30 lipca. 17 sierpnia album osiągnął 3. pozycję w zestawieniu Billboard 200. Dotarł on również do 8. pozycji w Nowej Zelandii, 9. w Norwegii i Portugalii oraz 7. w Szwecji. Promowany był przez singel „Over Now”, który zanotował 4. pozycję Mainstream Rock Songs. Niespełna dwa miesiące po premierze Unplugged uzyskał status platyny w Stanach Zjednoczonych.
20 maja muzycy rozpoczęli próby w Moore Theatre, mające na celu przygotowanie się do wspólnej trasy z Kiss. Staley początkowo nie był przychylny powrotowi na scenę i odmówił, jednak ostatecznie wyraził zgodę. Trasa Alive/Worldwide Tour rozpoczęła się 28 czerwca w Detroit. Zespół zagrał cztery koncerty. Ostatni występ grupy ze Staleyem miał miejsce 3 lipca w Kemper Arena w Kansas City. Po jego zakończeniu trafił on do miejscowego szpitala, w związku z problemami powstałymi na skutek długoletniego uzależnienia od heroiny. Susan Silver: „Wyszłam z hotelu i miałam rano lecieć do Seattle z Kansas. Chłopaki jechali na lotnisko autobusem. Kiedy wylądowałam, dostałam informację, że nie mogą ocucić Layne’a. Skończyło się na wizycie w szpitalu w Kansas”.

### Okres zawieszenia, śmierć Staleya (1996–2002)

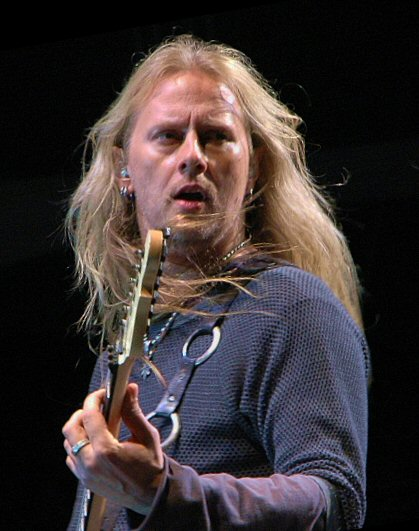
Cantrell w latach 1998–2002 zrealizował dwa albumy solowe

W październiku 1996 walka Staleya z uzależnieniem narkotykowym całkowicie osłabła po tym, gdy jego wieloletnia partnerka Demri Lara Parrott zmarła z powodu ostrego zatrucia spowodowanego połączeniem działania opiatów, meprobamatu i butalbitalu. W udzielonym pod koniec 1995 wywiadzie dla „Rolling Stone’a” stwierdził: „Pisałem o narkotykach i nie wydaje mi się, żebym był niebezpieczny czy nierozważny pisząc o nich. Oto jak przebiegała ścieżka mojego myślenia: Kiedy spróbowałem narkotyków, były wspaniałe i pomagały mi przez lata, ale teraz obracają się przeciwko mnie – teraz przechodzę przez piekło i to jest koszmarne”. 26 lutego 1997 „Again” został wyróżniony nominacją do nagrody Grammy w kategorii Best Hard Rock Performance. 18 marca 1998 Cantrell wydał debiutancki album solowy Boggy Depot.
Pod koniec sierpnia, przy współpracy Dave’a Jerdena, muzycy rozpoczęli w Eldorado Recording Studios sesję, przygotowującą do nagrania dwóch utworów na potrzeby albumu kompilacyjnego. Proces został przerwany po tym, gdy Staley przyznał, że musi wracać na ślub siostry, co okazało się nieprawdą. Sytuacja ta doprowadziła do pogłębienia się konfliktu z Cantrellem i Jerdenem. Nagrania zostały dokończone na przełomie września i października w Robert Lang Studios w Shoreline, przy współpracy Wrighta i inżyniera dźwięku Bryana Carlstroma. Podczas sesji powstały dwa utwory – „Get Born Again” i „Died”. Osoby z bliskiego otoczenia zespołu twierdziły, że stan zdrowia wokalisty był niepokojący. Dziennikarz Charles R. Cross przyznał, że wokalista częściowo stracił uzębienie, jego dłonie pokryte były ropniami, a waga nie przekraczała 100 funtów.
W listopadzie Staley wziął udział w ostatnim projekcie. Dołączył do supergrupy Class of ’99, w skład której weszli Martyn LeNoble, Matt Serletic, Stephen Perkins i Tom Morello. Muzycy nagrali cover „Another Brick in the Wall” Pink Floyd, pochodzący z albumu The Wall (1979). 29 czerwca została wydana pierwsza kompilacja zespołu – Nothing Safe: Best of the Box, promowana singlem „Get Born Again”, który odnotował 4. miejsce na Mainstream Rock Songs. Z okazji wydania kompilacji, 19 lipca konsorcjum radiowe Rockline przeprowadziło wywiad z muzykami Alice in Chains. Z uwagi na nieobecność Staleya w studiu, połączono się z nim telefonicznie. 26 października ukazał się retrospekcyjny 4-płytowy box set – Music Bank. Prócz studyjnych i koncertowych wersji, zawierał on nieopublikowane wcześniej kompozycje oraz dema i remiksy niektórych utworów. Promowany był singlem „Fear the Voices”, który dotarł do 11. lokaty Mainstream Rock Songs.

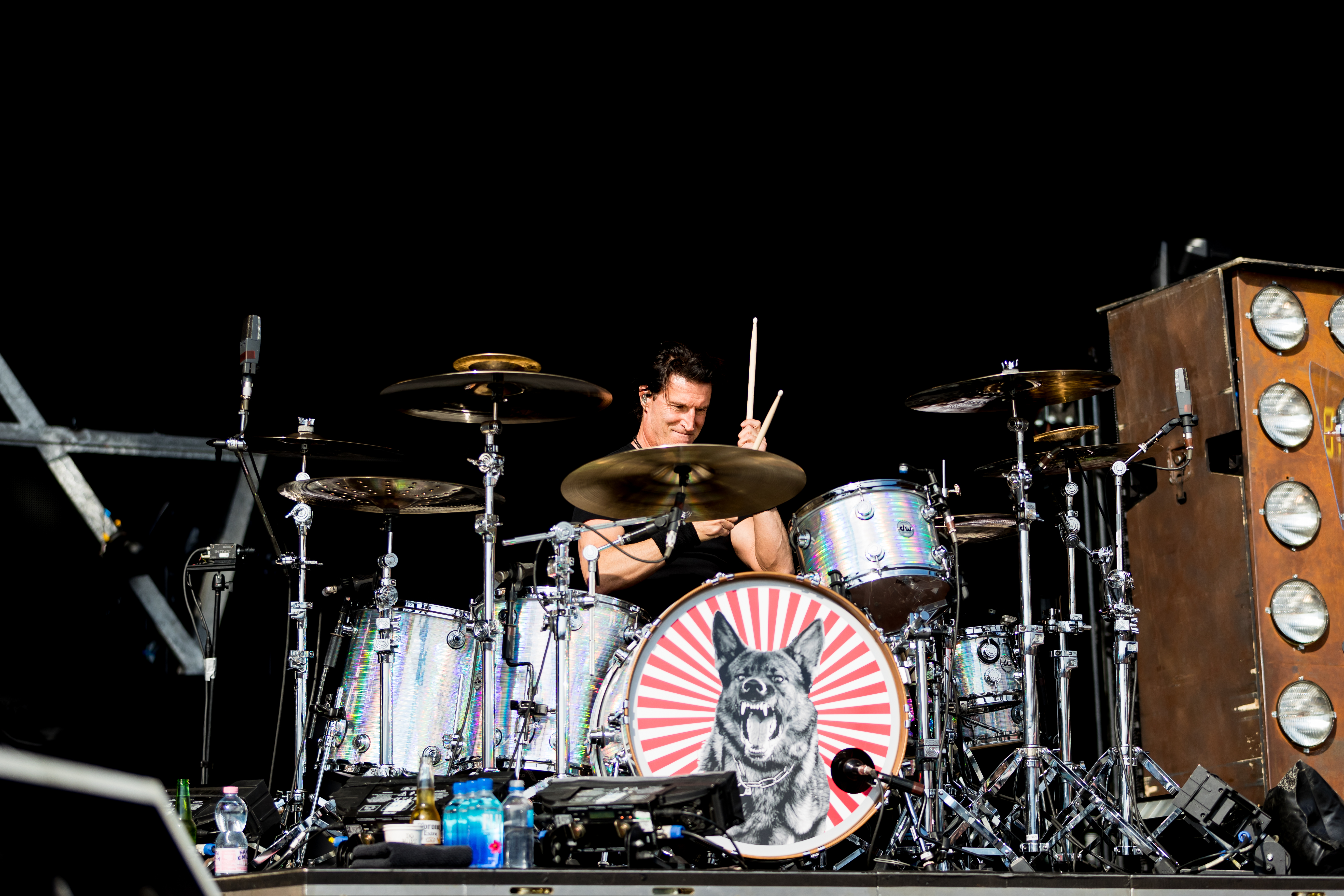
Kinney utworzył Spys4Darwin

23 lutego 2000, podczas 42. gali wręczenia nagród Grammy w Staples Center, „Get Born Again” został wyróżniony nominacją w kategorii Best Hard Rock Performance. 5 grudnia wytwórnia wydała koncertowo-kompilacyjny album Live, będący zapisem występów w latach 1990–1996. 24 lipca 2001 ukazała się trzecia z kolei składanka zespołu – Greatest Hits.
W 2001 Kinney, wspólnie z byłym gitarzystą Queensrÿche, Chrisem DeGarmo, utworzył supergrupę Spys4Darwin. Skład uzupełnili Inez i wokalista Sponge, Vinnie Dombroski. Grupa zrealizowała minialbum Microfish (2001) oraz zagrała jeden koncert podczas festiwalu Endfest. Projekt zakończył działalność w 2002. Pod koniec 2001 Cantrell przystąpił do pracy nad drugim albumem solowym – Degradation Trip (2002). Gitarzystę w pracach nad płytą wspomagali Robert Trujillo (gitara basowa) i Mike Bordin (perkusja).
Po dziesięciu latach walki z uzależnieniem, 19 kwietnia 2002 w swojej posiadłości w dzielnicy uniwersyteckiej w Seattle, Layne Staley został znaleziony martwy przez policję. Autopsja ostatecznie wykazała, że zmarł on z powodu przedawkowania mieszanki heroiny i kokainy, zwanej potocznie speedballem. Ciało wokalisty odkryto dwa tygodnie po śmierci. Nieformalna ceremonia żałobna odbyła się w nocy z 20 na 21 kwietnia w Seattle Center.

### Reaktywacja (2005–2007)

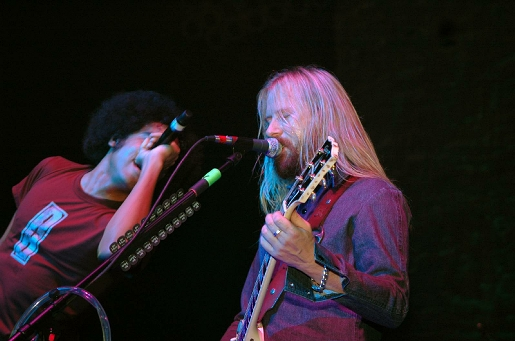
William DuVall i Jerry Cantrell w ramach reaktywacyjnej trasy Finish What we Started Tour (2006)

Pod koniec stycznia 2005 Kinney zainicjował pomysł charytatywnego koncertu Alice in Chains na rzecz ofiar tsunami z 2004. Odbył się on 18 lutego w Premier Nightclub w Seattle. Zespół wspomagali na scenie zaprzyjaźnieni muzycy: Ann Wilson, Chris DeGarmo, Maynard James Keenan, Patrick Lachman, Scott Olson i Wes Scantlin. 10 marca 2006 grupa zagrała koncert w Etess Arena dla VH1 Classic w ramach imprezy Decades Rock Live!. Gościnnie na scenie wystąpili: Ann Wilson, Duff McKagan, Phil Anselmo i William DuVall. Ten ostatni został wokalistą grupy. „Zagraliśmy z grupą przyjaciół, w tym także z Williamem, ale nie obnosiliśmy się z tym pomysłem (…) Okazało się jednak, że poczuliśmy się z tym dobrze, i że właściwym krokiem będzie dalsza działalność” – komentował Cantrell.
W maju muzycy rozpoczęli trasę Finish What we Started Tour, której pierwszy etap objął sześć klubowych występów w Stanach Zjednoczonych. Od maja do lipca grupa zagrała na kilkunastu europejskich festiwalach, m.in. Download Festival w Anglii, Hellfest we Francji i Rock am Ring w Niemczech. Pod koniec lipca muzycy wystąpili na dwóch koncertach w ramach japońskiego UDO Music Festival. Z zespołem w charakterze gościnnym występowali zaprzyjaźnieni artyści, w tym Billy Corgan, Corey Taylor, Duff McKagan, James Hetfield i Sebastian Bach.
5 września wytwórnia opublikowała czwartą kompilację – The Essential Alice in Chains. Od 22 września do 28 listopada zespół zagrał 45 koncertów w Ameryce Północnej przy wsparciu formacji Hurt, podczas ostatniego etapu trasy. 12 maja 2007 zespół wystąpił w Mandalay Bay Events Center w Las Vegas na imprezie mającej na celu oddanie hołdu wykonawcom, którzy mieli znaczący wpływ na rozwój i kształtowanie się muzyki rockowej. Muzycy zagrali z Gretchen Wilson i Nancy Wilson w utworze „Barracuda” z repertuaru Heart. 5 sierpnia zespół zainaugurował trasę 2007 North American Tour, występując gościnnie w ramach Re-Evolution Tour Velvet Revolver.

### Black Gives Way to Blue(2008–2011)

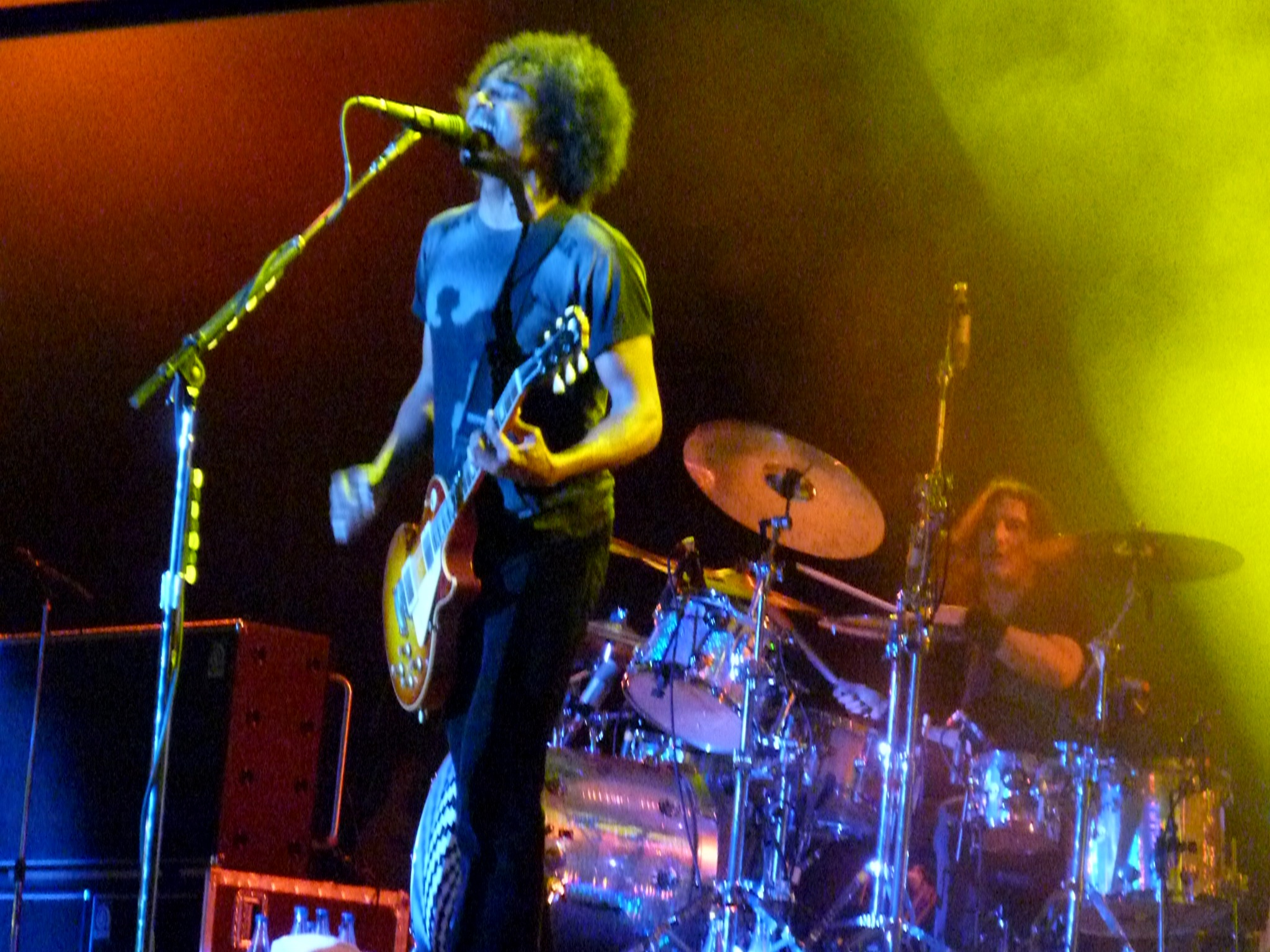
William DuVall i Sean Kinney w trakcie koncertu w Bilbao w ramach Black Gives Way to Blue Tour (2010)

14 września 2008 członkowie zespołu zagrali przed 67 tys. widownią na Qwest Field w Seattle, podczas przerwy w meczu Seattle Seahawks i San Francisco 49ers, prezentując „Kashmir” Led Zeppelin przy akompaniamencie Northwest Symphony Orchestra. Pod koniec października muzycy rozpoczęli prace nad nowym albumem studyjnym. Sesja nagraniowa odbyła się w 606 Studio w Los Angeles, przy współpracy Nicka Raskulinecza.
Na przełomie lutego i marca 2009 zespół koncertował na kontynencie australijskim, występując wraz z Bloodhound Gang i Nine Inch Nails jako headliner na Soundwave Festival. Steve Appleford z „Los Angeles Timesa” poinformował pod koniec kwietnia, że materiał ukaże się we wrześniu nakładem Virgin/EMI, kończąc tym samym 20-letnią współpracę z Columbia. 30 czerwca został opublikowany w formacie digital download singel promujący „A Looking in View”. 1 sierpnia Alice in Chains wraz z Avenged Sevenfold, Glyder i Mastodon, wystąpili jako support przed Metalliką w Marlay Park w ramach World Magnetic Tour. Kontynuując przedpremierową minitrasę, muzycy zagrali 8 koncertów – w Anglii, Holandii, Niemczech oraz jeden w Stanach Zjednoczonych. 14 sierpnia ukazał się singel „Check My Brain”, który dotarł do najwyższej lokaty Mainstream Rock Songs.

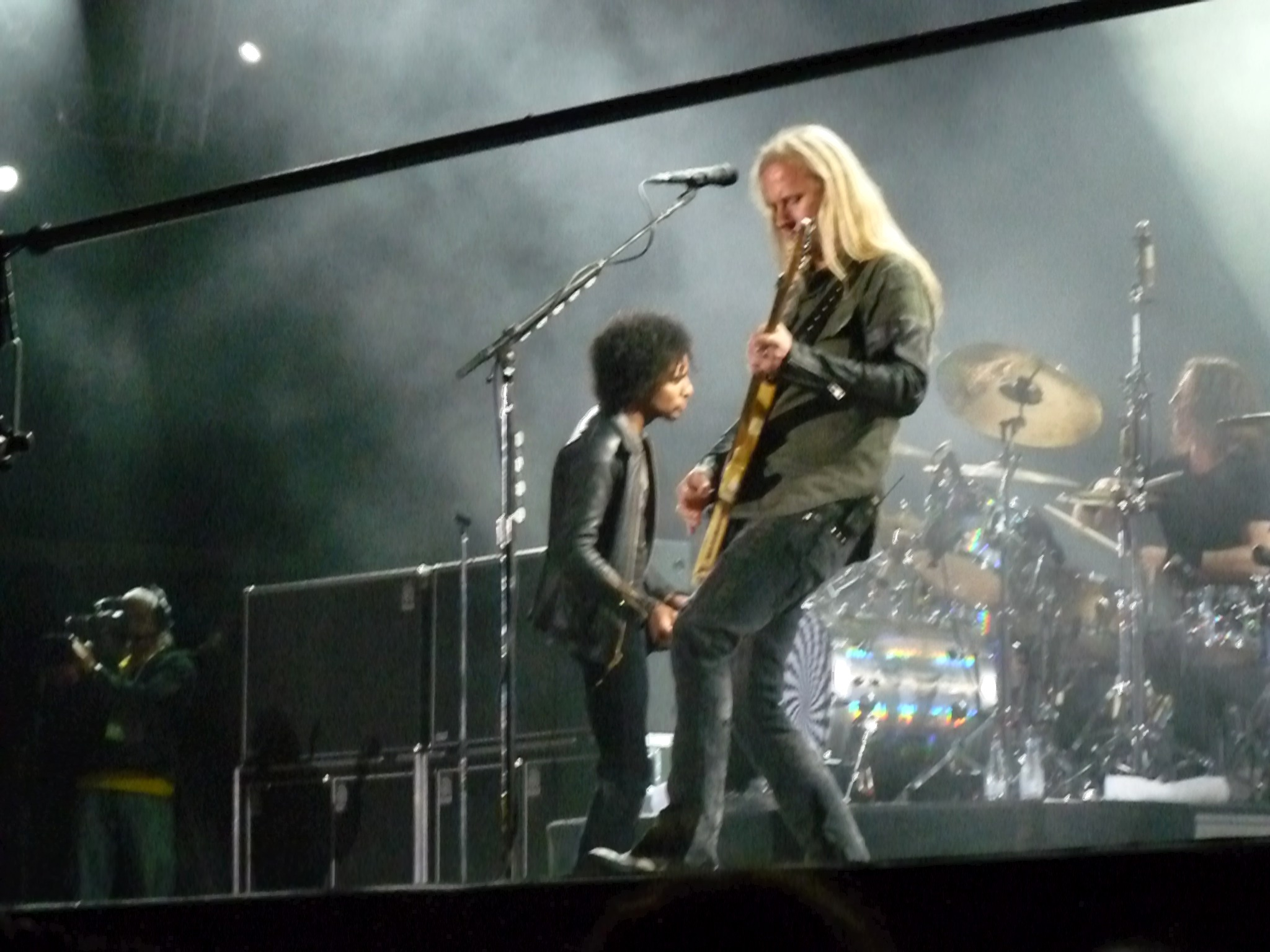
Alice in Chains podczas koncertu w Bilbao, 9 lipca 2010

Koncertem w Waszyngtonie 4 września, zespół zainicjował trasę Black Gives Way to Blue Tour. 29 września odbyła się premiera czwartego albumu – Black Gives Way to Blue, który w pierwszym tygodniu uzyskał nakład sprzedaży na poziomie 126 tys. kopii . 17 października zadebiutował on na 5. pozycji w zestawieniu Billboard 200. W Australii uplasował się na 12. pozycji, w Norwegii na 9., w Nowej Zelandii na 7., w Wielkiej Brytanii na 19.  W tytułowym utworze, będącym hołdem dla Staleya, gościnnie na fortepianie zagrał Elton John. Płyta uzyskała na ogół entuzjastyczne recenzje; Stephen Thomas Erlewine z AllMusic przyznał, że „czuć w tej muzyce ulgę, że znowu grają jako zespół. Niezwykłe jest to, że zachowali własne brzmienie, gdzieś pomiędzy metalem lat 80., a północno-zachodnim sludge’em lat 90.”.
W celu dalszej promocji zostały wydane dwa single – „Your Decision” i „Lesson Learned”, które uplasowały się kolejno na 1. i 4. miejscu notowania „Billboardu” – Mainstream Rock Songs.
31 stycznia 2010, podczas 52. ceremonii wręczenia nagród Grammy, „Check My Brain” uzyskał nominację w kategorii Best Hard Rock Performance. 26 maja Black Gives Way to Blue otrzymał w Stanach Zjednoczonych certyfikat złotej płyty, za sprzedaż 500 tys. egzemplarzy. 16 września Alice in Chains wraz z grupami Deftones i Mastodon zainaugurowali w Chicago minitournée Blackdiamondskye. 13 lutego 2011 „A Looking in View” uzyskał nominację w kategorii Best Hard Rock Performance, podczas 53. ceremonii rozdania nagród Grammy w Staples Center.
8 marca w wieku 44 lat zmarł były basista Mike Starr. Przyczyną zgonu było przedawkowanie metadonu i leków przeciwlękowych, jakie muzyk zażył na kilka godzin przed śmiercią.

### The Devil Put Dinosaurs Here(2012–2016)

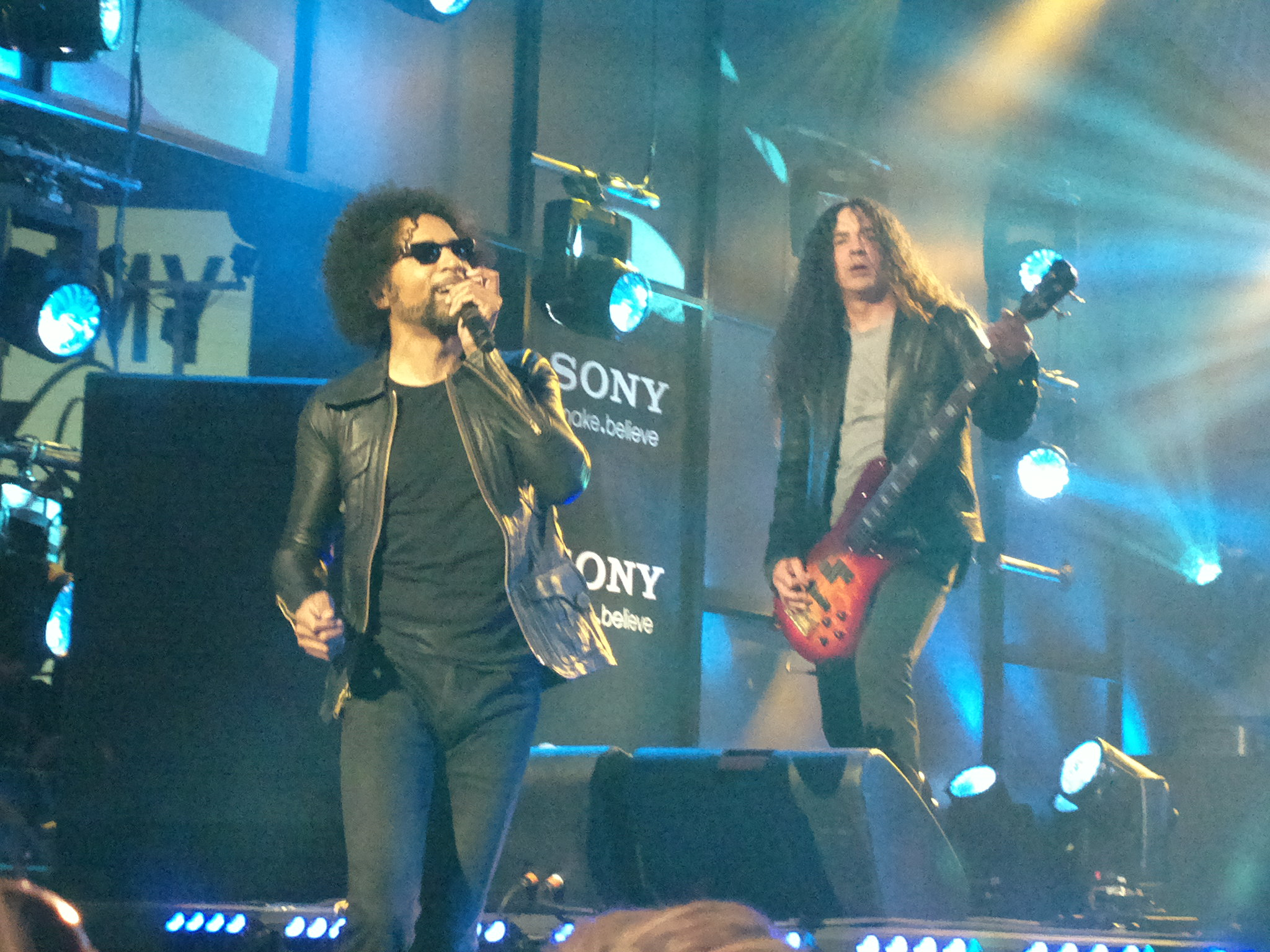
William DuVall i Mike Inez w trakcie występu w programie Jimmy Kimmel Live!, 10 kwietnia 2013

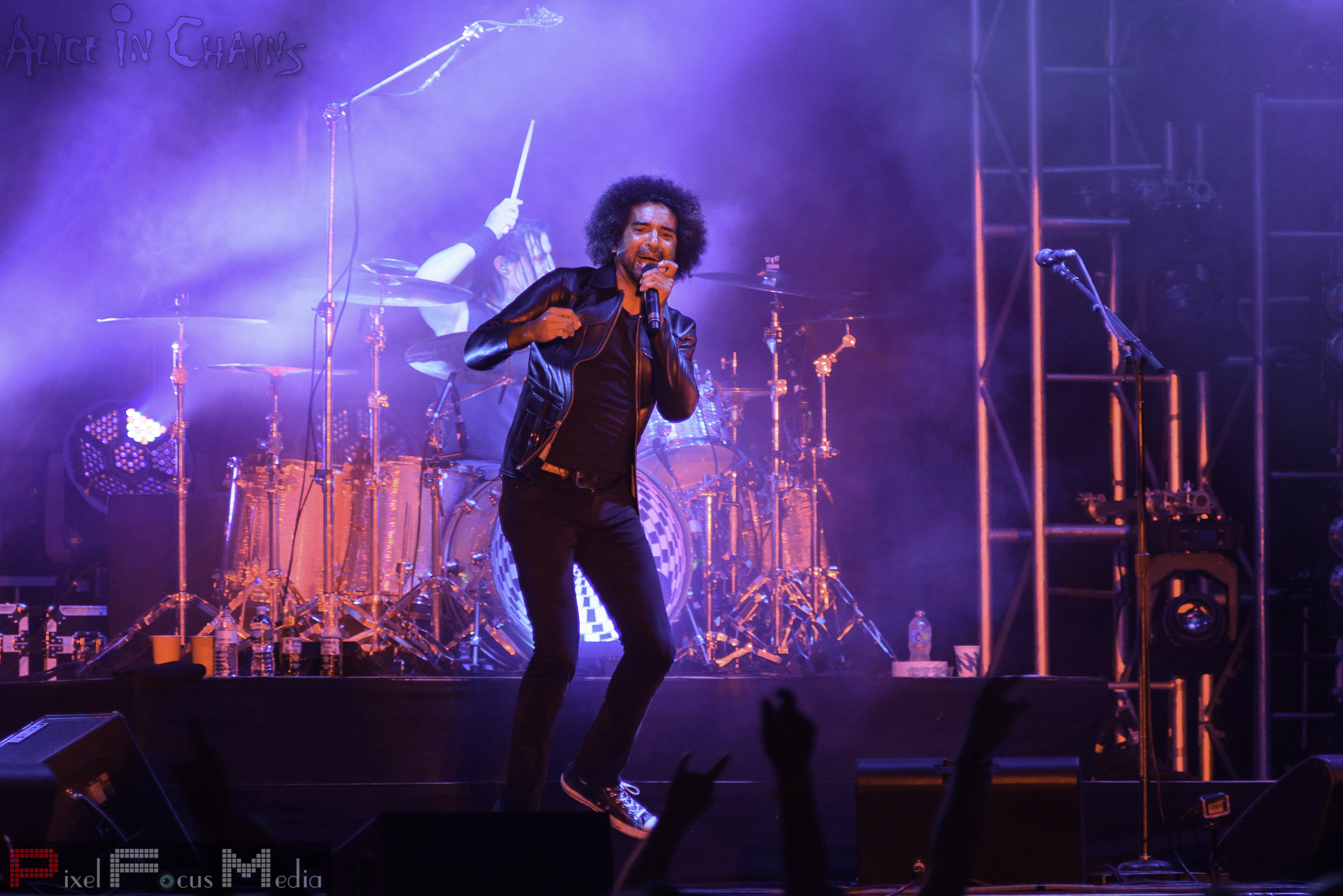
Sean Kinney i William DuVall w trakcie koncertu Alice in Chains w ramach 2016 North American Tour

W listopadzie 2012 zespół zakończył sesję nagraniową, która odbyła się w Henson Recording Studios w Los Angeles, przy ponownej współpracy z Nickiem Raskulineczem. W grudniu opublikowano singel promujący „Hollow”. Kompozycja przez trzy tygodnie utrzymywała się na 1. lokacie notowania Mainstream Rock Songs. W marcu członkowie zespołu wystąpili w mockumencie AIC 23 (reż. Peter Darley Miller), w którym odpowiadali w formie żartobliwej na pytania zadawane przez profesora filmoznawstwa Alana Poole’a McLarda (William Earl Brown). Ilustrowany był on krótkimi fragmentami nowych utworów oraz wypowiedziami członków grup Heart, Mastodon, Metallica, Pearl Jam i Soundgarden. 22 marca ukazał się singel „Stone”, który uplasował się na szczycie listy Mainstream Rock Songs.
28 maja nakładem wytwórni Capitol został opublikowany piąty album studyjny – The Devil Put Dinosaurs Here, który w pierwszym tygodniu uzyskał nakład sprzedaży sięgający 61 tys. kopii. 15 czerwca zadebiutował on na 2. pozycji w zestawieniu Billboard 200. Płyta otrzymała w większości pozytywne recenzje; brytyjski magazyn „NME” przyznał, że „może nie powrócą do majestatyczności z czasów Dirt, ale drugi akt historii Alice in Chains przedstawia się całkiem interesująco”.
W sierpniu został wydany singel „Voices”, który dotarł do 3. pozycji Mainstream Rock Songs. W ramach promocji zespół odbył 14-miesięczne tournée The Devil Put Dinosaurs Here Tour, występując m.in. jako headliner w ramach Uproar Festival w Ameryce Północnej, Rock in Rio w Ameryce Południowej, na australijskim Soundwave, kontynencie europejskim, podczas kilkunastu festiwali, takich jak angielski Download, i w ramach Sonisphere Festival.
18 stycznia 2015 muzycy wystąpili w przerwie meczu NFC Championship Game pomiędzy Seattle Seahawks a Green Bay Packers na stadionie CenturyLink Field. Od lipca do września grupa koncertowała w ramach 2015 North American Tour. Od kwietnia do października zespół odbył trasę 2016 North American Tour, której część stanowiły gościnne występy podczas pierwszego etapu Not in This Lifetime... Tour Guns N’ Roses.

### Rainier Fog(od 2017)

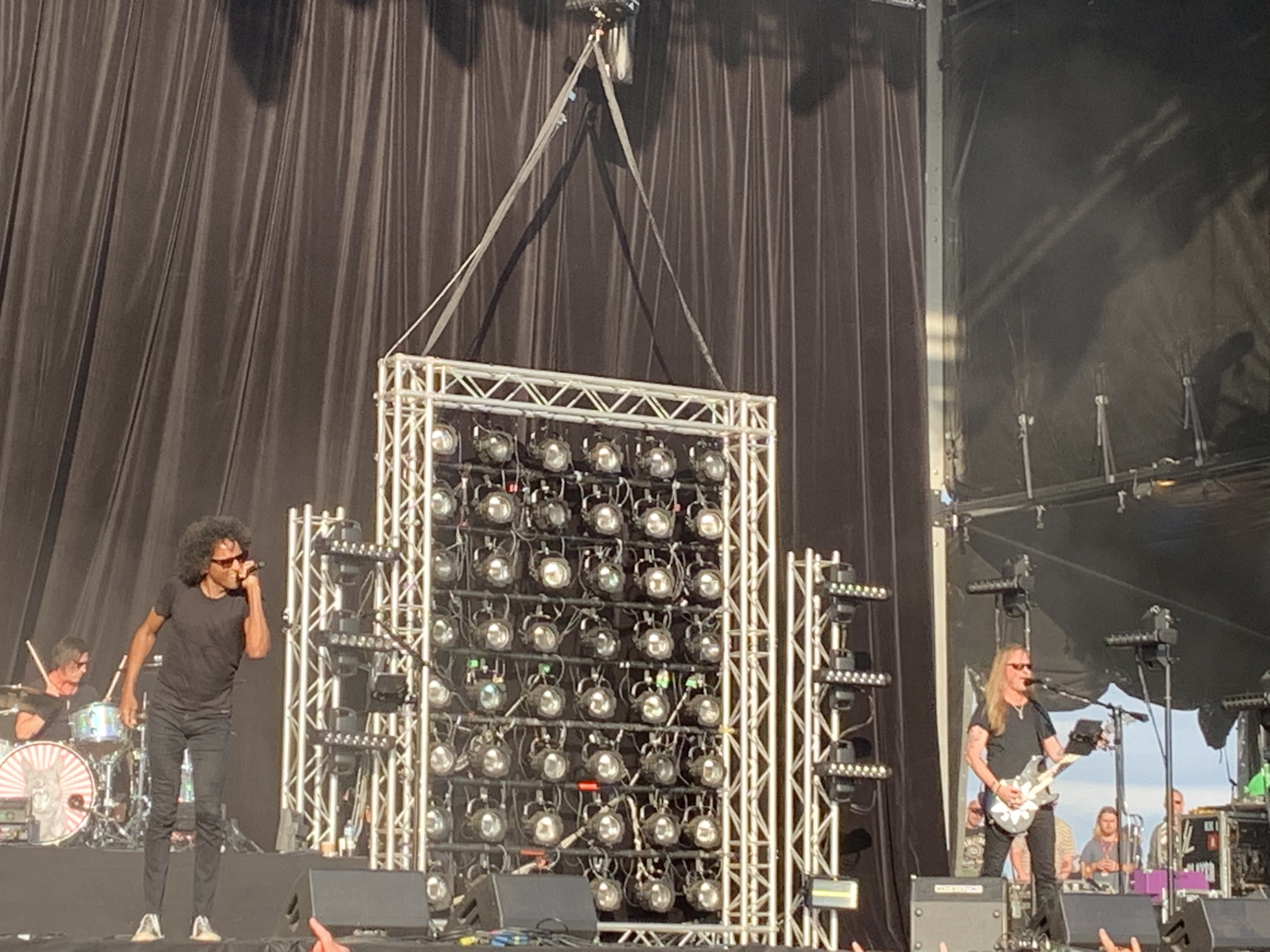
Alice in Chains podczas Download Festival w Melbourne, 11 marca 2019

Od czerwca 2017 do stycznia 2018 muzycy pracowali nad materiałem na nowy album studyjny. Sesja odbyła się w Seattle, gdzie zespół nagrywał po raz pierwszy od 1995, we Franklin oraz w Los Angeles. Procesem produkcji zajął się, współpracujący z grupą od dekady, Nick Raskulinecz. W kwietniu zespół zainaugurował pierwszy etap przedpremierowej trasy koncertowej, który odbył się w Ameryce Północnej i Europie.
3 maja został opublikowany singel „The One You Know”, który uplasował się na 9. lokacie Mainstream Rock Songs. 27 czerwca do wiadomości podano tytuł albumu, datę premiery oraz zaprezentowano drugi singel z utworem „So Far Under”. 22 sierpnia, koncertem w Vancouver, zespół zainaugurował trasę Rainier Fog Tour. Dwa dni później ukazał się szósty album studyjny Rainier Fog, opublikowany nakładem BMG. 21 sierpnia muzycy zagrali specjalny, akustyczny miniwystęp w Space Needle, który odbył się na wysokości 500 stóp, w pomieszczeniu z obrotową i szklaną podłogą. 23 i 24 sierpnia w klubie Crocodile Cafe, w związku z premierą wydawnictwa, miała miejsce wystawa poświęcona grupie, na której dostępne były m.in. archiwalne zdjęcia, sprzęt muzyczny oraz limitowane edycje gadżetów i pamiątek, stanowiących ponad 30-letnią retrospekcję istnienia zespołu. Rainier Fog odnotował w pierwszym tygodniu od wydania sprzedaż na poziomie ponad 30 tys. egzemplarzy. 8 września zadebiutował on na 12. pozycji w zestawieniu Billboard 200.
W grudniu Rainier Fog otrzymał nominację do nagrody Grammy w kategorii Best Rock Album. Dodatkowo płyta promowana była singlami „Never Fade” i „Rainier Fog”. Druga z kompozycji odnotowała 20. lokatę na Mainstream Rock Songs. W 2019 zrealizowano film science fiction Black Antenna (reż. Adam Mason), inspirowany wszystkimi dziesięcioma utworami z nowej płyty zespołu.

## Charakterystyka twórczości

### Styl muzyczny

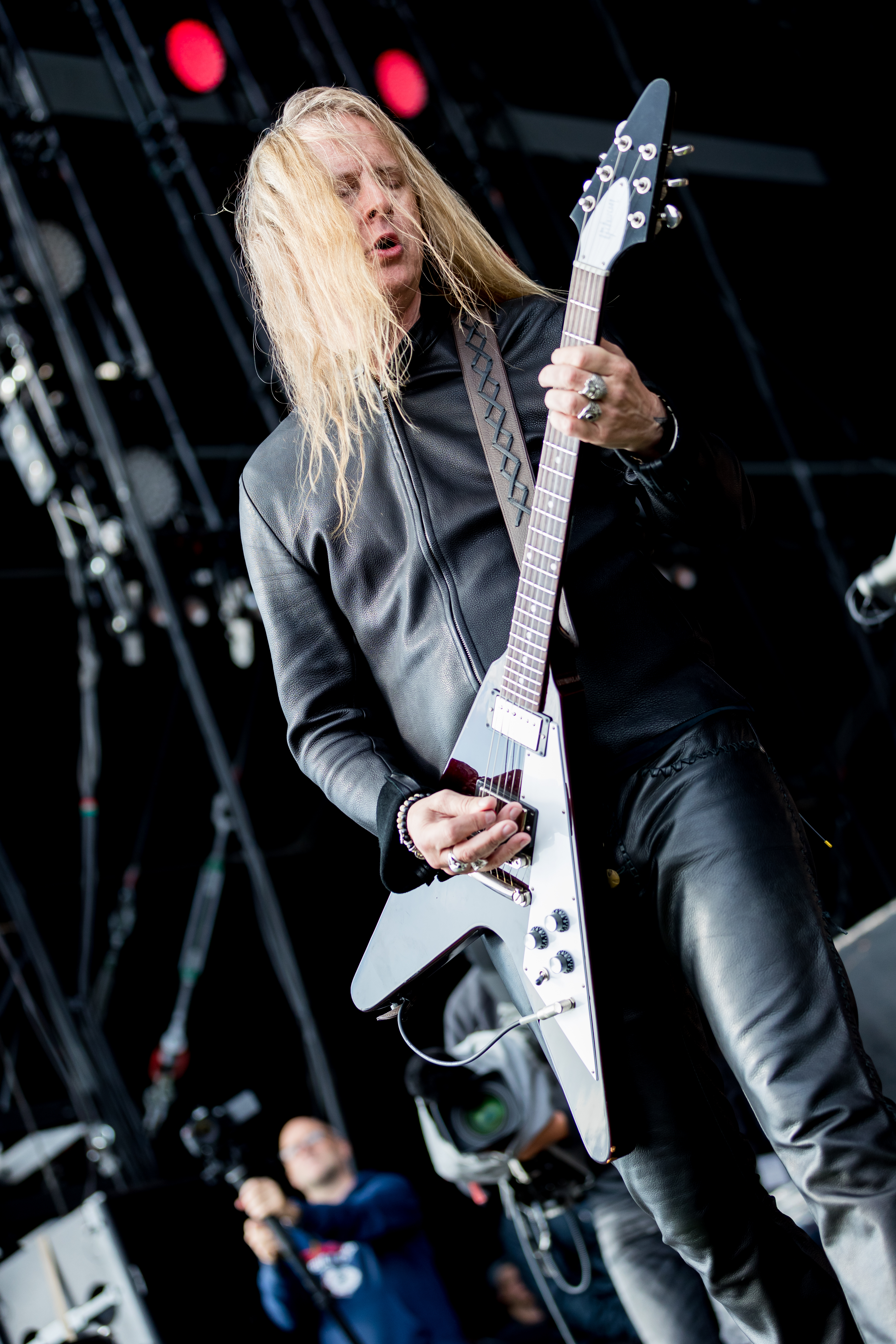
Jerry Cantrell jest głównym autorem kompozycji zespołu (2019)

Zespół kategoryzowany jest przez krytyków jako przedstawiciel metalu alternatywnego, heavy metalu i rocka alternatywnego. Ze względu na ciężkie, powolne tempo oraz mroczny i depresyjny przekaz tekstowy, odwołuje się w swej twórczości do takich gatunków jak doom metal i sludge metal oraz blues, hard rock i stoner rock. Jack Endino przyznał, że Alice in Chains, w przeciwieństwie do innych kapel z Seattle, dokonali przejścia metalu na grunge. Autorzy książki Encyclopedia of Heavy Metal Music (2009), Brian Cogan i William Phillips, określili grupę mianem „jednego z najbardziej udanych heavymetalowych wykonawców ery grunge’owej”. Ze względu na swoje pochodzenie i fakt, że część zespołów sceny Seattle na początku lat 90. zaczęła zwracać na siebie coraz większą uwagę mediów głównego nurtu w Stanach Zjednoczonych, grupa identyfikowana jest z nurtem grunge’owym, łączącym elementy punk rocka i „brudnego” metalowego, połączonego z psychodelicznym klimatem brzmienia. Termin ten nie był akceptowany przez członków zespołu. W rozmowie z „Guitar World” z 1996, Cantrell stwierdził: „Nie wiem konkretnie jaką mieszankę gramy, ale na pewno jest to metal, blues, rock and roll i może odrobina punku. Nigdy nie odchodzimy od metalowych rzeczy. Ja tego nie chcę”. W 2013 gitarzysta wyznał na łamach „The Skinny”, że zespół stara się unikać jakiejkolwiek kategoryzacji: „Nie ma słowa, które mogłoby nas zdefiniować. Nie jesteśmy alternatywni, metalowi ani grunge’owi – nie jesteśmy tacy. Jesteśmy po prostu tym, kim jesteśmy (…) Mam nadzieję, że tworzymy dobrą muzykę i jesteśmy całkiem dobrym zespołem”.
Muzyka zespołu charakteryzuje się ciężkim brzmieniem, opartym na mocnych i powolnych partiach gitarowych riffów oraz rozbudowanej grze sekcji rytmicznej. W swoich utworach najczęściej używa niskiego schematu strojenia E (Eb-Ab-Bb-Eb-Db-Gb), które Cantrell określił mianem „standardowego”, lecz w niektórych stosuje nieco bardziej alternatywny i odwrotny strój D („What the Hell Have I”, „Shame in You”). Grupa korzysta także z różnych innych odrębnych aspektów rytmicznych, takich jak nieparzyste metrum („I Can’t Remember”, „Them Bones”).
Styl Cantrella, inspirowany w dużej mierze grą Tony’ego Iommiego, został określony przez Stephena Thomasa Erlewine’a jako „oparty na mocnych gitarowych riffach i perforowanych teksturach, tworzący wolne rytmy w niższej jakości”. Efekt nastrojonych o pół tonu niżej gitar, połączony z wokalem Staleya, dawał odrębny styl „szept–krzyk”. Erlewine napisał: „Heavy metal z początku lat 90., pozostający pod wyraźnym wpływem ciężkich riffów spod znaku Van Halen, połączonych z mroczną odmianą post-punku”. Recenzent zaznaczył, że zespół wypracował własny, rozpoznawalny styl, charakteryzujący się ponurym, nihilistycznym brzmieniem oraz niekonwencjonalnym stylem wokalnym, dla którego typowe są zharmonizowane partie wokalne. Podkreślił również, że Alice in Chains byli jednym z pierwszych zespołów rocka alternatywnego lat 90., którego muzyka opierała się na akustyce, przynosząc takie przeboje jak „No Excuses” i „I Stay Away”. Jon Pareles z „The New York Timesa” stwierdził, że muzyka Alice in Chains stanowi silne nawiązanie do klasycznego hard rocka końca lat 60. i początku 70. Holly George-Warren z „Rolling Stone’a” napisała: „Mroczne i gorzkie utwory, obciążone odniesieniami do uzależnienia od narkotyków i śmierci, zajmują krajobraz muzyczny gdzieś pomiędzy gęstym headbangiem Metalliki, a szlifowaniem hymnów Pearl Jam”. Z kolei magazyn „Spin” przyznał: „W najlepszym, Alice in Chains uderza w żyły tradycji rockowej, która odważnie konfrontuje się z najgroźniejszymi biegunami emocjonalnymi”.

### Teksty
Śpiew Staleya, ze względu na mocny, pełen ekspresji i mroczny styl, często porównywany był do prowadzenia wokaliz w charakterystyce typowej dla Jima Morrisona lub Ozzy’ego Osbourne’a. Według Kyle’a Andersona z magazynu „Spin”, charakterystyczny dźwięk pochodził od stylu śpiewania Staleya i jego tekstów, w których poruszał osobiste przeżycia i uzależnienie od narkotyków. W latach 90. teksty pisane przez wokalistę często miały charakter dekadencki, egzystencjalistyczny, melancholijny, nihilistyczny, pesymistyczny, przez co były określane mianem „mrocznych”. Poruszały takie wątki jak alienacja, ból, depresja, samobójstwo, samotność, śmierć, uzależnienie. W okresie Facelift (1990), Staley w niektórych utworach podejmował problematykę dotykającą szeroko pojmowanych relacji damsko-męskich, zarówno w sferze uczuciowej, jak i tej fizycznej, przez co niekiedy były interpretowane jako mizoginistyczne („Love, Hate, Love”, „Confusion”). Utwory o uzależnieniu narkotykowym zostały zawarte na albumie Dirt (1992). Kompozycje „Junkhead”, „Dirt”, „God Smack”, „Hate to Feel” i „Angry Chair” w otwarty sposób ukazują rodzaj autodestrukcji i zmęczenia psychicznego.
Teksty pisane przez Cantrella w większym stopniu odnoszą się do relacji interpersonalnych, w których wyczuwalne są stany melancholii, utraty („Brother”, „Down in a Hole”), jednakże poprzez swój depresyjny, ponury, posępny i przygnębiający charakter, zachowują spójność tematyczną i klimatyczną. Joe Daly z „Metal Hammera” napisał, że „w swej istocie katalog AIC jest ekspansywną eksploracją napięcia między mrokiem a światłem; uderzającą wagą Facelift na jednym końcu, Jar of Flies [1994] z drugiej strony i wszystkim innym, pomiędzy którymi zjednoczony jest ponury temat uzależnienia, izolacji i rozpaczy”. Jeden z recenzentów magazynu „Spin”, odwołując się do warstwy lirycznej prezentowanej przez zespół, określił ją jako „obsesję śmiertelnego bólu i emocjonalnej dewastacji”.

## Nagrody i wyróżnienia

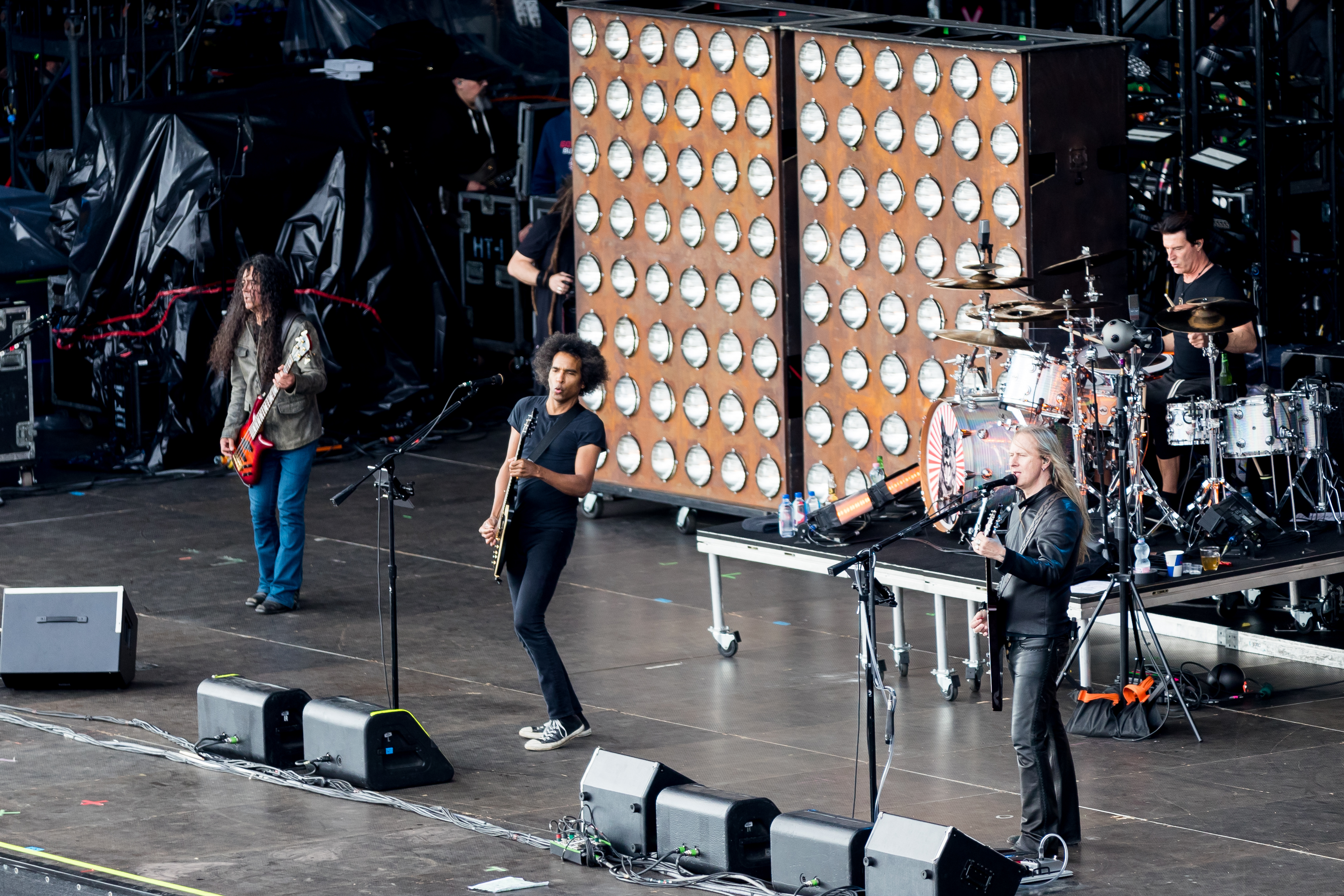
Alice in Chains, 7 czerwca 2019

W 1991 zespół został laureatem Foundations Award w kategorii Best Debut Album i Northwest Music Award za Facelift (1990) w kategorii Rock Recording. W 1993 grupa zdobyła statuetkę MTV Video Music Award w kategorii Best Video from a Film za utwór „Would?”, pochodzący z płyty Dirt (1992). W 2009 zespołowi przyznano specjalną nagrodę Kerrang! Award – Icon Award. Rok później grupa zdobyła dwie statuetki Revolver Golden Gods Award – w kategoriach Album of the Year (Black Gives Way to Blue, 2009) i Comeback of the Year – oraz Fryderyka dla najlepszego albumu zagranicznego (Black Gives Way to Blue). W czerwcu 2013 grupie przyznano specjalną statuetkę Metal Hammer Golden Gods Award – Icon Award. Zespół dziewięciokrotnie nominowany był do nagrody Grammy. Szacuje się, że łączny nakład sprzedanych albumów formacji na całym świecie wynosi ponad 25 milionów, w tym 14 na terenie Stanów Zjednoczonych.
Redakcja magazynu „RIP” uznała Alice in Chains w 1991 za najlepszy nowy zespół. Pod koniec 1992 album Dirt został uznany przez redakcje brytyjskiego tygodnika „Kerrang!” i amerykańskiego miesięcznika „Guitar World” za najlepsze wydawnictwo roku. W 2000 grupa została sklasyfikowana na 34. pozycji w zestawieniu kanału VH1 „100 najlepszych artystów hardrockowych”. W 2001 redakcja „Hit Parader” sklasyfikowała Alice in Chains na 17. miejscu listy „100 najlepszych heavymetalowych zespołów”. To samo czasopismo wymieniło grupę w gronie „15 najważniejszych koncertowych wykonawców”. Druga płyta zespołu – Dirt, została wyróżniona w 2004 przez kanadyjskiego dziennikarza Martina Popoffa, który sklasyfikował ją na 52. pozycji w wydanej przez siebie książce The Top 500 Heavy Metal Albums of All Time.

## Dziedzictwo

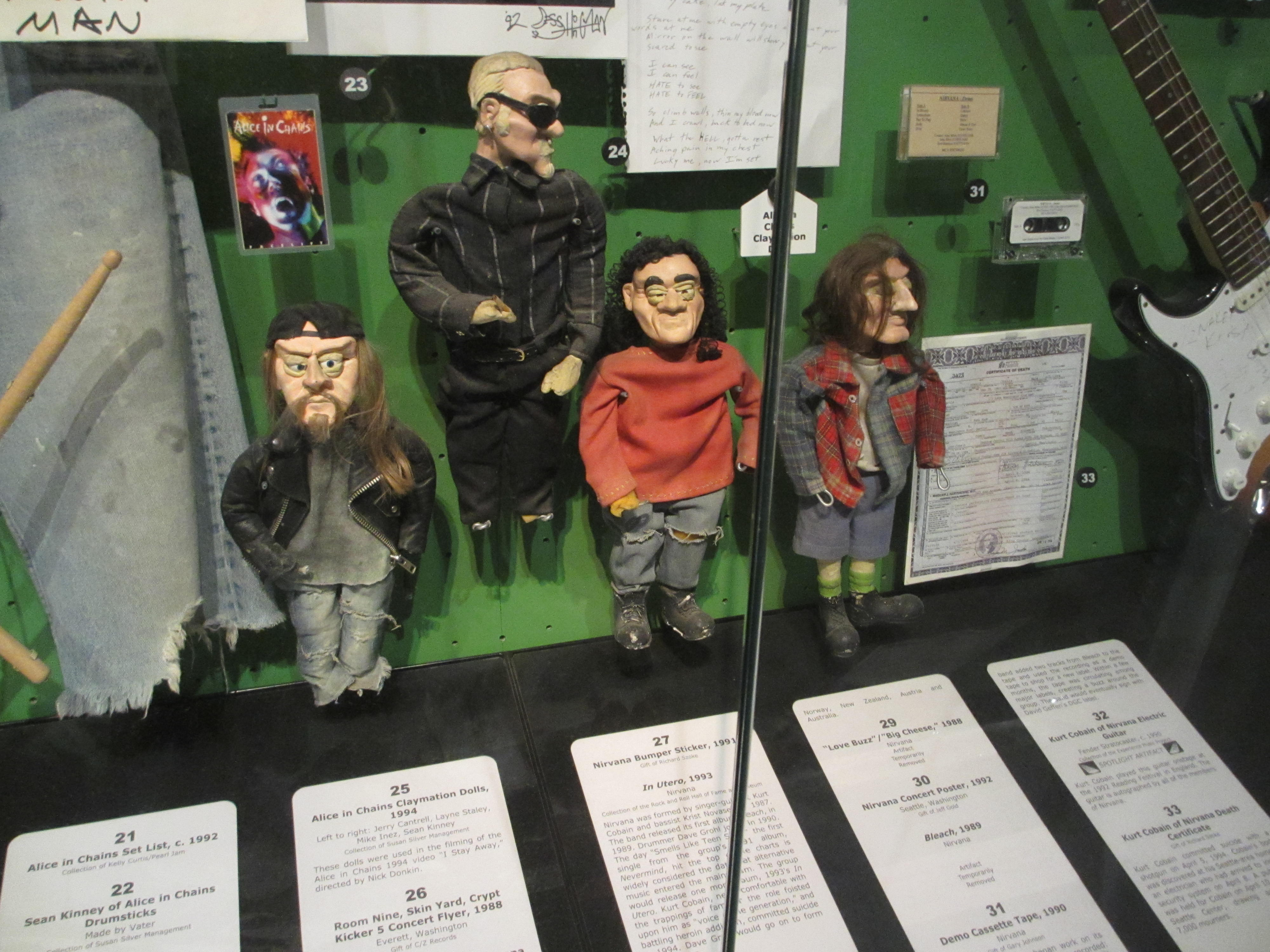
Marionetki Alice in Chains w muzeum Rock and Roll Hall of Fame (październik 2013)

Zespół Alice in Chains uznawany jest przez historyków i krytyków za jednego z ważniejszych przedstawicieli nurtu grunge’owego. Wraz z Nirvaną, Pearl Jam i Soundgarden zaliczany jest do tzw. Wielkiej Czwórki z Seattle.
W udzielonym we wrześniu 1995 wywiadzie dla „Guitar International” gitarzysta Pantery, Dimebag Darrell wyraził duże uznanie dla gry Cantrella. Członkowie Metalliki przyznali, że zawsze chcieli pojechać we wspólną trasę oraz wskazali Alice in Chains i osobę Layne’a Staleya, jako jedne z głównych inspiracji do powstania albumu studyjnego Death Magnetic (2008). Zarejestrowany podczas sesji utwór „Shine”, jest hołdem dla wokalisty. Nie znalazł się on na albumie z powodu ograniczeń produkcji.
Gitarzysta Brian Welch stwierdził: „Jestem wielkim fanem Alice in Chains. Kiedy pierwszy raz usłyszałem «Man in the Box», chciałem być autorem tego riffu”. Frontman zespołów Slipknot i Stone Sour, Corey Taylor przyznał: „Czuję, że są odpowiedzialni za to, że piszę. «Would?» to jedna z moich ulubionych kompozycji w całej historii. Ten utwór uświadomił mnie, że w muzyce wszystko jest możliwe (…) Oni zawsze będą jednym z moich ulubionych zespołów”. David Draiman, wokalista Disturbed, wyznał: „Pamiętam «Man in the Box» (…), ten utwór był wielki. Wszyscy byli zdumieni wokalem Layne’a. Pamiętam, że śpiewałem go na stu różnych przesłuchaniach (…) Zawsze będę ich kochał”. Ivan Moody z Five Finger Death Punch stwierdził: „Alice in Chains mnie naprawdę ukształtowali. Są jedną z moich największych inspiracji i zawsze będą. Wracam do Dirt [1992] cały czas. Jar of Flies [1994] jest jednym z moich ulubionych wydawnictw. Teksty na tych płytach są tak potężne i prześladujące. Layne był jedyny w swoim rodzaju”. Gitarzysta Machine Head, Robb Flynn przyznał: „Kocham Alice in Chains (…) Dirt był cholernie dobry. Pamiętam, że mnóstwo czasu tego słuchałem”. Sully Erna z Godsmack wyznał, że „gdy wyszedł Dirt, długo nie opuszczał mojego odtwarzacza. Nigdy wcześniej nie słyszałem, by czyjś głos brzmiał tak przebojowo na jakiejś płycie. Jest powodem, dla którego zacząłem śpiewać”. W ocenie Zakka Wylde’a z Black Label Society „wszystkie ich płyty są fajne. Są jak Led Zeppelin, ponieważ każdy ich album jest różny”.

## Skład zespołu
Obecni członkowie

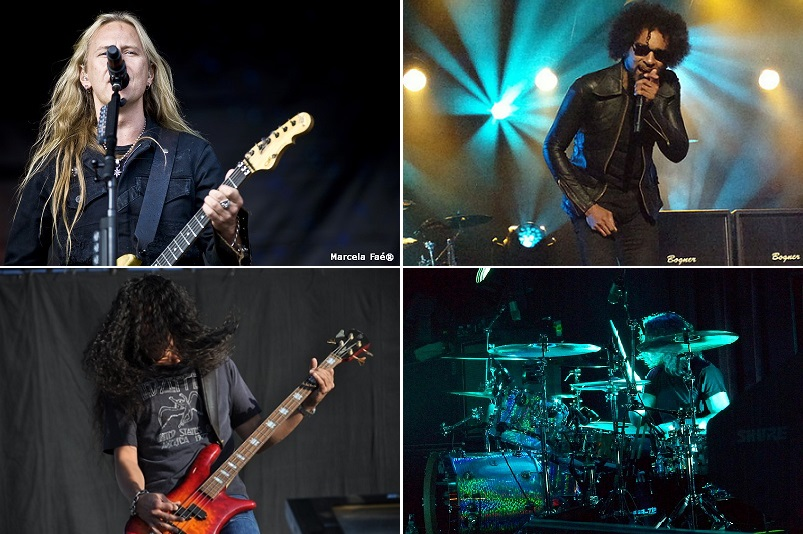
Skład Alice in Chains od 2006

- William DuVall – śpiew, gitara rytmiczna, wokal wspierający (od 2006)
- Jerry Cantrell – śpiew, gitara prowadząca, wokal wspierający (1987–2002, od 2005)
- Mike Inez – gitara basowa, wokal wspierający (1993–2002, od 2005)
- Sean Kinney – perkusja (1987–2002, od 2005)

Byli członkowie
- Layne Staley (zmarły) – śpiew (1987–2002), okazjonalnie gitara rytmiczna (1992–1996)
- Mike Starr (zmarły) – gitara basowa, wokal wspierający (1987–1993)

## Dyskografia

### Albumy studyjne
- Facelift (1990)
- Dirt (1992)
- Alice in Chains (1995)
- Black Gives Way to Blue (2009)
- The Devil Put Dinosaurs Here (2013)
- Rainier Fog (2018)